# HOMELANDのエピソード一覧
『HOMELAND』はギデオン・ラフ製作のイスラエルのテレビシリーズ『Prisoners of War』に基づきハワード・ゴードンとアレックス・ガンザにより製作されたアメリカ合衆国のサイコスリラーテレビシリーズである。主演のクレア・デインズはアメリカ人捕虜が敵によって転向させられ、国家安全保障に重大なリスクとなっていると信じるCIA工作員キャリー・マティソンを演じる。ショウタイムで2011年10月2日にアメリカ合衆国で初回が放送された。

## シリーズ概要
| シーズン | シーズン | 話数 | 放送日        | 放送日         | DVD及びBlu-ray発売日 | DVD及びBlu-ray発売日                 | DVD及びBlu-ray発売日 |
| シーズン | シーズン | 話数 | 初回          | 最終回         | リージョン1          | リージョン2                          | リージョン4          |
| -------- | -------- | ---- | ------------- | -------------- | -------------------- | ------------------------------------ | -------------------- |
|          | 1        | 12   | 2011年10月2日 | 2011年12月18日 | 2012年8月28日        | 2012年9月10日                        | 2012年9月19日        |
|          | 2        | 12   | 2012年9月30日 | 2012年12月16日 | 2013年9月10日        | 2013年9月23日                        | 2013年9月12日        |
|          | 3        | 12   | 2013年9月29日 | 2013年12月15日 | 2014年9月9日         | 2014年9月8日                         | 2014年9月24日        |
|          | 4        | 12   | 2014年10月5日 | 2014年12月21日 | 2015年9月8日         | 2015年6月15日 日本語版は2015年9月9日 | 2015年4月29日        |
|          | 5        | 12   | 2015年10月4日 | 2015年12月20日 | 2017年1月10日        | 2016年4月25日 日本語版は2016年9月2日 | 2016年4月28日        |
|          | 6        | 12   | 2017年1月15日 | 2017年4月9日   | 2018年2月6日         | 2017年7月3日 日本語版は2017年9月15日 | 2017年7月19日        |
|          | 7        | 12   | 2018年2月11日 | 2018年4月29日  | 2019年8月13日        | 2018年9月24日 日本語版は2019年4月3日 | 2018年11月5日        |
|          | 8        | 12   | 2020年2月9日  | 2020年4月26日  | TBD                  | TBD                                  | TBD                  |

## エピソード一覧

### 第1シーズン（2011年）
| No. | #  | タイトル                        | 監督                     | 脚本                                                                                        | 放送日         | 製作 番号 | 合衆国視聴者数 （百万人） |
| --- | -- | ------------------------------- | ------------------------ | ------------------------------------------------------------------------------------------- | -------------- | --------- | ------------------------- |
| 1 | 1  | "英雄の帰還" Pilot"             | マイケル・クエスタ       | ハワード・ゴードン & アレックス・ガンサ & ギデオン・ラフ                                    | 2011年10月2日  | 1WAH79    | 1.08                      |
| 8年前にアフガニスタンで捕虜になった海兵隊の軍曹ニコラス・ブロディ（ダミアン・ルイス）が救出される。だが妻のジェシカはブロディの親友のマイクと関係を持っている。CIA工作員キャリー・マティソン（クレア・デインズ）はアメリカ人捕虜が転向したというアルカーイダの内部情報を得て、ブロディが転向者ではないかと疑い、密かに監視を始める。 |    |                                 |                          |                                                                                             |                |           |                           |
| 2 | 2  | "トラウマ" "Grace"              | マイケル・クエスタ       | 原案: アレックス・ガンサ 脚本: アレクサンダー・ケリー                                       | 2011年10月9日  | 1WAH01    | 0.94                      |
| キャリーはブロディの監視を続けるが、監視カメラが無いガレージ内ではブロディがイスラム教の祈祷を行う。一方キャリーは、サウジアラビアのファリド王子の愛人で協力者のリン・リードから、アル・カイーダの幹部アブ・ナジールと王子との会談の動画を入手する。生きたナジールの姿を捉えるのは7年ぶりのことで、ブロディの帰還との時期の一致に、CIAも動き出す。 |    |                                 |                          |                                                                                             |                |           |                           |
| 3 | 3  | "罪なき者の声" "Clean Skin"     | ダン・アティアス         | チップ・ヨハンセン                                                                          | 2011年10月16日 | 1WAH02    | 1.08                      |
| ブロディは英雄として扱われるようになり、一家はテレビインタビューを受けるが、母とマイクの関係に気付いていた娘デイナが取材を拒否する。一方、リンから入手した王子の携帯端末の情報には怪しい記録が一切見つからない。側近から客のエスコートを命じられたリンは、身の危険を感じキャリーに助けを求めるが、一足遅く殺されてしまう。 |    |                                 |                          |                                                                                             |                |           |                           |
| 4 | 4  | "常に忠誠を" "Semper I"         | ジェフリー・ナックマノフ | ハワード・ゴードン & アレックス・ガンサ                                                     | 2011年10月23日 | 1WAH03    | 1.10                      |
| テレビインタビュー以来、ブロディは人が変わったようにメディア出演をするようになり、政界では国民的英雄であるブロディを出馬させようとする気運が高まる。ブロディとアブ・ナジールをつなぐ証拠が見つからないまま監視期間が終了し、キャリーらはブロディの家の監視機器を取り外す。ホームパーティが行われた夜、庭に侵入した鹿をブロディが撃ち殺し、ジェシカは夫の心理状態に問題を感じ責める。再監視許可が下りなかったキャリーは、ブロディに直接接触を図る。                                 |    |                                 |                          |                                                                                             |                |           |                           |
| 5 | 5  | "死角" "Blind Spot"             | クラーク・ジョンソン     | アレクサンダー・ケリー                                                                      | 2011年10月30日 | 1WAH04    | 1.28                      |
| ブロディ奪還作戦時の反乱分子の唯一の生き残りハミドが捕えられ、ブロディの協力でキャリーとソールが尋問を行うが、その時の態度で、キャリーはブロディが転向者であることを確信する。やがてハミドが観念し、協力者の情報を伝える。ブロディはCIA副長官に直訴し、ハミドと単独で面会して間もなくハミドが自殺する。キャリーはブロディが監視カメラの死角でハミドに刃物を渡したと推測するが、プライベートで問題が発生していたソールに聞き入れてもらえない。                                      |    |                                 |                          |                                                                                             |                |           |                           |
| 6 | 6  | "誠実な兵士" "The Good Soldier" | ブラッド・ターナー       | ヘンリー・ブロメル                                                                          | 2011年11月6日  | 1WAH05    | 1.33                      |
| ブロディを疑うキャリーは、ハミドに接触した全員のポリグラフ検査を提案する。ソールは妻との関係を回復させるため、ニューデリーへの転勤を望む。ブロディの自宅で行われたウォーカー伍長の追悼パーティーの席上でジェシカとマイクの関係が露見する。キャリーとブロディは酒を飲み、関係を持つ。翌日、ブロディのポリグラフ検査が行われるがハミド自殺への関与は発覚せず、浮気の質問に関する嘘も検査をすり抜けたことにキャリーは気づく。一方、ハミドの協力者であるアイリーンたちは逃亡を続ける。 |    |                                 |                          |                                                                                             |                |           |                           |
| 7 | 7  | "過ちの週末" "The Weekend"      | マイケル・クエスタ       | メレディス・スティーム                                                                      | 2011年11月13日 | 1WAH06    | 1.42                      |
| マイクと喧嘩したブロディは週末をキャリーと彼女の別荘で過ごす。恋人のファイサルが殺され、1人でメキシコへの逃亡を図ったアイリーンはソールに捕えられる。キャリーの不用意な一言で、ブロディはキャリーの真の目的を見抜く。長時間の移送中、ソールの身の上話を聞いたアイリーンは次第に心を開き、彼女の証言で死んだはずのトム・ウォーカー伍長が生きていることが明らかになる。 |    |                                 |                          |                                                                                             |                |           |                           |
| 8 | 8  | "弱点" "Achilles Heel"          | タッカー・ゲイツ         | チップ・ヨハンセン                                                                          | 2011年11月20日 | 1WAH07    | 1.20                      |
| ウォーカーは、ワシントンD.C.でホームレスを装いサウジアラビアの外交官ザハラニと接触する。弱点である家族を利用してウォーカーを捕える作戦が立てられ、元妻ヘレンが協力する。ブロディ夫妻は副大統領の顧問エリザベス・ゲインズ主催のパーティーに招待され、盛大な歓待を受ける。ワシントンでウォーカーを追っていたFBIは、イスラム教のモスクで無実の信者たちを誤って射殺してしまう。帰宅したザハラニの部屋に潜んでいたブロディはアブ・ナジールとの断絶を伝言する。                          |    |                                 |                          |                                                                                             |                |           |                           |
| 9 | 9  | "クロスファイア" "Crossfire"    | ジェフリー・ナックマノフ | アレクサンダー・ケリー                                                                      | 2011年11月27日 | 1WAH08    | 1.35                      |
| モスクでの銃撃戦をFBIが隠蔽しようとしたため、ウォーカーを知る導師は頑なに口を閉ざす。キャリーは導師の妻と接触し、ウォーカーがモスクでサウジアラビアの外交官と会っていたことを掴む。一方、アブ・ナジールと断絶したブロディは拉致され、テレビ電話でアブ・ナジールと再会する。かつて英語を教えていたナジールの幼い息子アイサが米軍の作戦で殺されたことを思い起こされ、自分の使命を再認識する。                                                                                        |    |                                 |                          |                                                                                             |                |           |                           |
| 10 | 10 | "始動" "Representative Brody"   | ガイ・ファーランド       | ヘンリー・ブロメル                                                                          | 2011年12月4日  | 1WAH09    | 1.22                      |
| 副大統領からスキャンダルで辞任した下院議員の後釜として立候補を打診されたブロディは、家族の承諾を得てからと留保するが、頑なに反対する妻ジェシカの説得に苦慮する。一方、ザハラニとウォーカーの接点を見つけたCIAは、ザハラニの弱点をついて協力させウォーカーをおびき出すが、キャリーの目の前で爆発が起こる。 |    |                                 |                          |                                                                                             |                |           |                           |
| 11 | 11 | "信念と覚悟" "The Vest"         | クラーク・ジョンソン     | メレディス・スティーム & チップ・ヨハンセン                                                 | 2011年12月11日 | 1WAH10    | 1.32                      |
| 爆発の怪我で入院したキャリーは躁状態になり、ソールに双極性障害のことを知られてしまう。議会の選挙運動が始まる前に、ブロディはゲティスバーグへ家族を連れて週末旅行に行き、協力者である洋服屋から重要な物を取得するがデイナに疑われ始める。 |    |                                 |                          |                                                                                             |                |           |                           |
| 12 | 12 | "決意の果てに" "Marine One"     | マイケル・クエスタ       | 原案: アレックス・ガンサ & ハワード・ゴードン 脚本: アレックス・ガンサ & チップ・ヨハンセン | 2011年12月18日 | 1WAH11    | 1.71                      |
| キャリーは緊張性硬直で殆ど寝たきりとなり、ソールはキャリーの無期限休職を考える。ブロディは国務省での副大統領の政策頂上会議でのテロの準備をし、告白ビデオを録画する。だがキャリーの説得に影響されたデイナの電話で実行を思いとどまる。転向者としての活動は続けるとナジールに弁解し、役目の終わったウォーカーを殺す。 |    |                                 |                          |                                                                                             |                |           |                           |

### 第2シーズン（2012年）
| No. | #  | タイトル                                 | 監督                         | 脚本                                                                   | 放送日         | 製作 番号 | 合衆国視聴者数 （百万人） |
| --- | -- | ---------------------------------------- | ---------------------------- | ---------------------------------------------------------------------- | -------------- | --------- | ------------------------- |
| 13 | 1  | "裏切りの笑み" "The Smile"               | マイケル・クエスタ           | アレックス・ガンサ & ハワード・ゴードン                                | 2012年9月30日  | 2WAH01    | 1.73                      |
| シーズン1終了から6ヶ月がたつ。ヒズボラの幹部の妻であり、CIAの情報提供者であった女性ファティマから、重要な情報を持っているとの知らせがCIAに入る。しかしファティマは、元トレーナーで信頼するキャリーにしか情報を提供しないという。CIAを辞め、外国人向け英語学校の教師をしていたキャリーはソールやエスティースに説得され、ファティマと会うためレバノンへ向かう。一方ブロディは下院議員に選出され、さらに副大統領ウォルデンから、大統領選への支援を頼まれる。デイナは学校の集会での討論の途中、父親がイスラム教徒であると口を滑らせてしまう。                                                                                          |    |                                          |                              |                                                                        |                |           |                           |
| 14 | 2  | "緊迫のベイルート" "Beirut Is Back"      | マイケル・クエスタ           | チップ・ヨハンセン                                                     | 2012年10月7日  | 2WAH02    | 1.66                      |
| ファティマはキャリーと会い、夫がアブ・ナジールと会う予定だと告げる。ナジール暗殺の機会と見たCIAはナジール暗殺の作戦を立てる。ブロディは副大統領ウォルデンから、ナジール暗殺計画をモニタ中の作戦室へ入ることを許される。ブロディは密かに携帯でナジールに警告し、ナジールは間一髪で逃れ作戦は失敗する。キャリーは、ファティマのアパートを捜索し、資料をカバンに詰め込んで持ち帰る。一方、ブロディの戦友であるマイク達は、ウォーカーの狙撃事件に共犯者がいるのではないかと疑い始める。ソールはキャリーの回収したカバンを調べ、ブロディのテロ犯行声明の映像の入るチップを見つける。                                                    |    |                                          |                              |                                                                        |                |           |                           |
| 15 | 3  | "正しかったこと" "State of Independence" | ロッジ・ケリガン             | アレクサンダー・ケリー                                                 | 2012年10月14日 | 2WAH03    | 1.48                      |
| ジェシカは傷痍軍人のための寄付を募るチャリティ・パーティーを計画する。ブロディもそこでスピーチを行う予定を立てるが、ジャーナリストのロイヤから、ブロディの爆弾ベストを作った洋服屋にCIAの手が伸びているので、安全な場所へ逃がすように指示される。だが洋服屋が途中で逃走し死んでしまったため、ブロディはパーティーに出ることが出来ない。ブロディは、帰宅後妻ジェシカからこのような結婚生活はやっていけないと告げられる。一方キャリーはナジール作戦についてのCIAのディブリーフィングへの参加を拒否され激怒する。自暴自棄になったキャリーは自殺を試みるが、思いどどまる。そこにソールがやってきて、ブロディの犯行声明の映像を見せる。 |    |                                          |                              |                                                                        |                |           |                           |
| 16 | 4  | "裏切り者のテロリスト" "New Car Smell"   | デヴィッド・セメル           | メレディス・スティーム                                                 | 2012年10月21日 | 2WAH04    | 1.75                      |
| ソールはエスティースにブロディのテロ犯行声明の映像を見せ、エスティースもキャリーが正しかったと認める。エスティースはピーター・クインを責任者とし、秘密裏にブロディを監視しつつ泳がせることにする。クインは、ブロディを動揺させるため、キャリーをブロディに接触させ復職したことを知らせる。マイク達はブロディの異変に気付き出し、ブロディの娘デイナは副大統領ウォルデンの息子フィンと親しくなる。ブロディは、キャリーをホテルのバーに呼び出し、仲直りを申し出る。クイン達の監視のもとキャリーはブロディに会い、真相を問いただす。そこに特殊部隊が突入し、ブロディは捕らえられる。                                                   |    |                                          |                              |                                                                        |                |           |                           |
| 17 | 5  | "尋問" "Q&A"                             | レスリー・リンカ・グラッター | ヘンリー・ブロメル                                                     | 2012年10月28日 | 2WAH05    | 2.07                      |
| 尋問を受けたブロディは、キャリーの説得に折れ、アメリカへのテロ計画があることやロイヤなどのテロ関係者について話す。キャリーはCIAに協力すれば逮捕は免れるといい、ブロディも承諾する。一方デイナはフィンにデートに誘われるが、フィンが運転中誤って人をひいてしまい、二人は逃走する。久しぶりに自宅に戻ったブロディは、妻ジェシカに真実を話して欲しいと言われ、CIAに協力していると告げる。 |    |                                          |                              |                                                                        |                |           |                           |
| 18 | 6  | "名前のない脅威" "A Gettysburg Address"  | ガイ・ファーランド           | チップ・ヨハンセン                                                     | 2012年11月4日  | 2WAH06    | 1.74                      |
| ブロディはCIAに、ゲティスバーグの洋服屋が既に死んでいると教える。クイン達は、洋服店の監視を解き、店内を捜索する。また、マイクは戦友ローダーとウォーカー暗殺現場を訪れて更に疑いを深めるが、ソールとエスティースにこれ以上深入りしないよう警告される。デイナは病院を訪れてひき逃げ事故の被害者を発見し、フィンに事故のことを誰かに伝えるよう頼むが拒否される。クイン達が洋服店を捜索中に突然武装勢力が襲撃し、壁の中から大きなケースを持ちだす。キャリーはブロディのオフィスに押し入り、洋服店で捜査員7人が犠牲になったことを告げ、ブロディの関与を疑うが、ブロディは知らないという。キャリーはブロディの腕の中で泣き崩れる。       |    |                                          |                              |                                                                        |                |           |                           |
| 19 | 7  | "優先順位" "The Clearing"                | ジョン・ダール               | メレディス・スティーム                                                 | 2012年11月11日 | 2WAH07    | 1.91                      |
| ブロディ一家は大統領候補ウォルデンの資金集めパーティーに出席する。主催者のヘニングはブロディの勇敢さを褒め政治家として期待をかける。その席でウォルデンの息子フィンとブロディの娘デイナは事故の件で言い合いになり、デイナは二人の母親に事実を伝える。ソールは収監中のテロ容疑者アイリーンと接触し、ブロディと密会していた人物の特定を試みる。アイリーンは偽の情報をソールに与えた後で自殺する。デイナはブロディと事故を報告するために警察に行くが、作戦の失敗を恐れるキャリーに止められる。 |    |                                          |                              |                                                                        |                |           |                           |
| 20 | 8  | "重圧" "I'll Fly Away"                   | マイケル・クエスタ           | 原案: ハワード・ゴードン & チップ・ヨハンセン 脚本: チップ・ヨハンセン | 2012年11月18日 | 2WAH08    | 1.87                      |
| ジェシカはブロディが警察へ行かなかった事を責め、CIAへの協力を止めるように言って口論になる。ブロディは家庭の崩壊に苦悩し、これ以上協力出来ないとロイヤに言ってしまう。監視していたキャリーは作戦の失敗を恐れ、ブロディをモーテルに隔離して説得する。二人は一夜を共にするが、その場面はクインとソールに全て盗聴される。次の日、ブロディは再びロイヤに会い、昨日の件はストレスのせいだったと弁明する。ロイヤはブロディを車で何処かへ連れ出す。キャリー達は追跡をするが、暗闇の中、ヘリによってブロディは何処かへ連れ去られてしまう。ブロディが連れ去られた先にアブ・ナジールが現れる。                                                |    |                                          |                              |                                                                        |                |           |                           |
| 21 | 9  | "2つの顔" "Two Hats"                     | ダン・アティアス             | アレクサンダー・ケリー                                                 | 2012年11月25日 | 2WAH09    | 2.02                      |
| 行方不明になって12時間後、キャリーのもとにブロディから連絡が入り、家族を安全な場所へ避難させて欲しいと頼む。ブロディはCIAの尋問で、アブ・ナジールが副大統領ウォルデンの出席するホームカミングデーでテロを行う計画だと教える。一方ソールはクインの身元を探り、元同僚のダール・アダールと密会していることを知り、クインが単なる分析員ではないと感じる。ホームカミングデーの当日、ロイヤと他のテロリストたちが集まるのを確認したCIAは彼らを拘束するが、アブ・ナジールはいない。同時刻、クインはブロディ暗殺を図るが、ナジールの確保に失敗したエスティースは暗殺中止を告げる。                                                         |    |                                          |                              |                                                                        |                |           |                           |
| 22 | 10 | "壊れた心" "Broken Hearts"               | ガイ・ファーランド           | ヘンリー・ブロメル                                                     | 2012年12月2日  | 2WAH10    | 2.20                      |
| ソールはエスティースにクインの正体について問いただす。その時、キャリーが事故にあい、行方不明になったという情報が入る。ブロディが家族が保護されているセーフハウスにいるところに、アブ・ナジールから電話が入る。ナジールはキャリーを廃墟で人質に取り、ブロディに副大統領ウォルデンの部屋から、彼のペースメーカーの製造番号を盗み出すよう指示する。ブロディは従い、ペースメーカーの遠隔操作によってウォルデンは殺害される。キャリーは解放され、電話でCIAに救助を求める。CIAの到着を待ちきれないキャリーはナジールを探すため1人廃墟へと戻ってゆく。                                                                                    |    |                                          |                              |                                                                        |                |           |                           |
| 23 | 11 | "追悼" "In Memoriam"                     | ジェレミー・ポデスワ         | チップ・ヨハンセン                                                     | 2012年12月9日  | 2WAH11    | 2.36                      |
| キャリーもCIAとFBIの応援部隊もナジールを発見できない。キャリーはCIAに戻りロイヤを尋問する。ロイヤの言葉からナジールがまだ廃墟に潜んでいるのではないかと感じたキャリーは、現場に残るチームとともに戻り、ナジールを発見する。ナジールは逃走するが追い詰められ射殺される。ブロディはナジール殺害の知らせを家族とともに受け自宅に帰るが、やはり一緒に住めないとジェシカに告げる。ブロディはキャリーの家に向かうが、外ではクインが監視している。 |    |                                          |                              |                                                                        |                |           |                           |
| 24 | 12 | "苦しい選択" "The Choice"                | マイケル・クエスタ           | アレックス・ガンサ & ハワード・ゴードン                                | 2012年12月16日 | 2WAH12    | 2.29                      |
| キャリーとブロディーは一夜を共に過ごす。クインは命じられたブロディー暗殺を拒否し、逆にブロディーに手出しをしないようエスティースを脅す。キャリーとブロディーはCIAでのウォルデンの葬儀に出席するが、何者かが自分の車を動かしたとブロディーが気付いた時、車が爆発する。キャリーは真っ先に疑われるはずのブロディーの逃亡を助ける。CIA本部ではエスティースを含む200人以上が死亡しており、ナジールの水葬に出席していたため無事であったソールが長官代理となる。かつてブロディーが自爆テロ未遂の前に録画した告白ビデオがマスコミに流され、爆発犯であるかのように報じられる。キャリーは一人でCIAに戻り、ソールと再会する。                 |    |                                          |                              |                                                                        |                |           |                           |

### 第3シーズン（2013年）
| No. | #  | タイトル                           | 監督                         | 脚本                                            | 放送日         | 製作 番号 | 合衆国視聴者数 （百万人） |
| --- | -- | ---------------------------------- | ---------------------------- | ----------------------------------------------- | -------------- | --------- | ------------------------- |
| 25 | 1  | "報復" "Tin Man Is Down"           | レスリー・リンカ・グラッター | アレックス・ガンサ & バーバラ・ホール           | 2013年9月29日  | 3WAH01    | 1.88                      |
| 219人という死者を出したCIAは解体の危機にある。CIAでのテロから58日後、キャリーは上院情報委員会で聴取を受ける。ブロディはテロ犯人として手配され、デイナは自殺未遂を図って入院している。CIAはテログループの黒幕マジド・ジャバディの居場所はつかめずにいたが、その側近6人の居場所を突き止め、長官代理ソールの命令で同時に暗殺する。新聞にCIA職員がブロディと肉体関係にあったという記事が載る。ソールは情報委員会の席上で記事について聞かれ、その人物が双極性障害であることや肉体関係の事実を認める。テレビで証言を見ていたキャリーは驚き失望する。                                                                                                 |    |                                    |                              |                                                 |                |           |                           |
| 26 | 2  | "まやかし" "Uh... Oo... Aw..."     | レスリー・リンカ・グラッター | チップ・ヨハンセン                              | 2013年10月6日  | 3WAH02    | 1.83                      |
| キャリーはソールが双極性障害について暴露したことについて怒り、新聞社にブロディが無実であること、CIAが陰謀を企てていることをリークする。しかしダール・アダールに送られた警官によってインタビューを中止され、精神病院に入れられてしまう。デイナは退院し、自宅に戻るが、病院で知り合ったレオとの関係を母ジェシカに反対されて家を飛び出す。CIAに新しく入ったイスラム教徒の分析官ファラは、テロ資金の捜査のため銀行経営陣と面会するが、テロ支援者呼ばわりして情報提供を拒否される。しかしその夜クインが銀行の経営者を脅し、情報が提供される。ソールはキャリーを病院に見舞うが、薬を飲まされて意識朦朧のキャリーはソールに「クソったれ」とつぶやく。 |    |                                    |                              |                                                 |                |           |                           |
| 27 | 3  | "囚われの身" "Tower of David"      | クラーク・ジョンソン         | ヘンリー・ブロメル & ウィリアム・ブロメル       | 2013年10月13日 | 3WAH03    | 1.81                      |
| 逃亡中で懸賞金をかけられたブロディは銃弾を受け、ベネズエラのカラカスにあるビルで謎の組織により治療を受け軟禁状態に置かれる。一方キャリーは回復を訴えるが退院させてもらえない。見知らぬ弁護士フランクリンがキャリーに面会し、自分の顧客と会ってくれれば退院させられると言う。キャリーはテロ組織の誘いだと感じ、提案を拒否する。 |    |                                    |                              |                                                 |                |           |                           |
| 28 | 4  | "ゲーム開始" "Game On"             | デヴィッド・ナッター         | ジェームズ・ヨシムラ & アレックス・ガンサ       | 2013年10月20日 | 3WAH04    | 1.77                      |
| デイナとレオは病院を脱走する。キャリーは退院を判断する聴聞会に出るが、司法省からの命令で拒否される。その後、フランクリンの働きかけで退院が許可されたため、ソールはキャリーの銀行口座の凍結と監視を命じる。キャリーはフランクリンの依頼でイランのテロリストと関係するベネットという人物と会う。ベネットはキャリーに情報提供を依頼し、自分の保護がなければキャリーはCIAに殺されると示唆する。キャリーは承諾するが、その夜ひそかにソールの家に行き、キャリーの苦境はイランの諜報機関の幹部ジャバディをあぶり出すための二人の秘密作戦であったことが明らかになる。                                                                                  |    |                                    |                              |                                                 |                |           |                           |
| 29 | 5  | "作戦続行" "The Yoga Play"         | クラーク・ジョンソン         | パトリック・ハービンソン                        | 2013年10月27日 | 3WAH05    | 2.00                      |
| ソールはクインに秘密作戦を打ち明け、キャリーを見守るよう頼む。ジェシカがキャリーを訪ね、デイナを見つけるよう依頼する。キャリーはヨガのクラスから抜け出して、FBI捜査官にデイナの捜索を迫る。ソールは長官就任を期待していたが、CIAを追及していた上院情報委員長のロックハートが任命されると知り、不満を明らかにする。レオが弟の死に関わっていたことを隠していたと知り、デイナは家に戻る。クインが監視する中、男たちがキャリーの家に侵入して誘拐する。キャリーが連れ出されたとクインが報告し、ソールは作戦が順調であると知る。キャリーはジャバディの前に引き出される。                                                                             |    |                                    |                              |                                                 |                |           |                           |
| 30 | 6  | "駆け引き" "Still Positive"        | レスリー・リンカ・グラッター | アレクサンダー・ケリー                          | 2013年11月3日  | 3WAH06    | 2.00                      |
| ジャバディはキャリーをポリグラフにかけ嘘を見破る。キャリーは演技を止め、イラン政府から資金を盗んだことを知っていると脅し、ジャバディをCIAの協力者にしようとする。後で会う約束をして、キャリーは解放される。ソールはファラに、イラン革命前はジャバディと友人だったと話す。ジャバディはソールが亡命させていた元妻を殺し、キャリーとクインに連れられてCIAの隠れ家に来る。ソールはジャバディを殴り倒す。デイナは名字を変え、友人と住むために家を出る。 |    |                                    |                              |                                                 |                |           |                           |
| 31 | 7  | "正当化の理由" "Gerontion"         | カール・フランクリン         | チップ・ヨハンセン                              | 2013年11月10日 | 3WAH07    | 1.85                      |
| ソールはジャバディを脅迫し、CIAの協力者としてイランに帰国させる。ジャバディの元妻の殺人事件で警察はクインが写った防犯カメラの映像を入手し、クインは警察に出頭して時間稼ぎをする。CIAに戻ったソールはロックハートとアダールにジャバディの件を話すが、CIA爆破事件に関わったジャバディを帰国させず処刑しようとするロックハートを監禁して妨害する。帰国前、ベネットがCIA爆破事件の実行犯を知っていると、ジャバディはキャリーにもらす。 |    |                                    |                              |                                                 |                |           |                           |
| 32 | 8  | "交錯" "A Red Wheelbarrow"         | サイス・マン                 | アレックス・ガンサ & ジェームズ・ヨシムラ       | 2013年11月17日 | 3WAH08    | 1.78                      |
| ソールは、ジャバディを使ってイランの政権交代を図る計画を大統領の首席補佐官に話す。キャリーは妊娠13週であると診察される。ソールの妻ミラは恋人アランに別れを切り出すが、アランは密かにソール宅に盗聴器を仕掛ける。CIAは爆破犯との関係を知っているとベネットに漏らし、動きを監視する。ベネットの指示を受けたフランクリンは爆破犯を殺そうとし、ブロディの濡れ衣を晴らしたいキャリーは阻止しようとするが、秘密計画を守ろうとするクインに腕を撃たれ、爆破犯は殺される。ソールはベネズエラに飛び、麻薬中毒になったブロディに会う。 |    |                                    |                              |                                                 |                |           |                           |
| 33 | 9  | "再生への道" "One Last Thing"      | ジェフリー・ライナー         | バーバラ・ホール                                | 2013年11月24日 | 3WAH09    | 1.94                      |
| ソールはヘロイン中毒となったブロディを合衆国に連れ戻し、治療させる。ソールはキャリーに会い、ブロディをイランに亡命させて革命防衛隊司令官を暗殺させ、CIAの協力者となったジャバディに入れ替える計画を話す。アランがイスラエルのスパイであり、ロックハートと会っていることを掴んだソールはロックハートを脅し、CIA長官就任を遅らせて時間稼ぎをする。ブロディはキャリーに説得され、特殊工作員らと一緒に訓練して体調を回復する。キャリーはモーテルの清掃員として働くデイナにブロディを会わせるが、デイナは受け入れない。 |    |                                    |                              |                                                 |                |           |                           |
| 34 | 10 | "国境越え" "Good Night"            | キース・ゴードン             | アレクサンダー・ケリー & シャーロット・スタウト | 2013年12月1日  | 3WAH10    | 2.06                      |
| CIAや首席補佐官が見守る中、ブロディと特殊工作員のチームはアルカイダを装いイラクからイランに入ろうとするが、クルド警察に疑われ射殺する。トラックが地雷に遭遇して壊れ、イラク警察が射撃を始める。作戦中止が命令されるが、ブロディは無視してイランに入ろうとする。イラン軍がブロディと工作員一人を捕え、ブロディはCIA本部爆破犯だと名乗って亡命を求め、二人は牢に入れられる。ジャバディが牢にやって来てブロディをテヘランに連れて行くと言うが、工作員を射殺する。 |    |                                    |                              |                                                 |                |           |                           |
| 35 | 11 | "不都合な存在" "Big Man in Tehran" | ダニエル・ミナハン           | チップ・ヨハンセン & パトリック・ハービンソン   | 2013年12月8日  | 3WAH11    | 2.09                      |
| ソールは牢にアランを訪ね、テヘランにいるモサドのスパイの助力を要求する。キャリーはテヘランに行き、ファラの叔父の助けでブロディによるアクバリ暗殺の準備をする。ブロディは尋問を受け、ナジールの未亡人と会う。六日が経ち、ブロディは救出を拒み、イランの広告塔になって合衆国を非難し、大統領を怒らせる。CIAは、ブロディの存在がジャバディを活用する計画の障害になると考え、モサドを使ってブロディを殺そうとするが、キャリーが妨害する。ブロディはジャバディに関する情報があると言ってアクバリに会い、秘密をすべて話した後、アクバリを殺す。 |    |                                    |                              |                                                 |                |           |                           |
| 36 | 12 | "名もなき星" "The Star"            | レスリー・リンカ・グラッター | アレックス・ガンサ & メレディス・スティーム     | 2013年12月15日 | 3WAH12    | 2.38                      |
| アクバリを殺したブロディはキャリーと合流して隠れ家に行く。ジャバディはソールに連絡してアクバリの死を確認するが、ブロディを逃すと自分の立場が弱まり、司令官にはなれないかもしれないと言う。ソールはブロディの救出を約束するが、大統領の権限でロックハートがCIA長官となり、隠れ家の場所をジャバディに教えたためにブロディは連れ去られる。テヘランに戻ったキャリーが見守る中、ブロディは処刑される。四カ月後、ソールは退職し、イランは譲歩し、キャリーは産休を控えてイスタンブール支局長となる。 |    |                                    |                              |                                                 |                |           |                           |

### 第4シーズン（2014年）
| No. | #  | タイトル                                         | 監督                         | 脚本                                          | 放送日         | 製作 番号 | 合衆国視聴者数 （百万人） |
| --- | -- | ------------------------------------------------ | ---------------------------- | --------------------------------------------- | -------------- | --------- | ------------------------- |
| 37 | 1  | "誤算" "The Drone Queen"                         | レスリー・リンカ・グラッター | アレックス・ガンサ                            | 2014年10月5日  | 4WAH01    | 1.61                      |
| アフガニスタン支局長キャリーの元に、CIA暗殺リストに載るタリバン幹部のハッカニの居所がパキスタン支局長サンディからもたらされ、キャリーは爆撃を許可する。だが結婚式に出ていた多くの民間人が巻き添えになり、生き残ったアーヤンの撮った映像がネットに流されてアメリカ政府に打撃を与える。ロックハート長官の指示のもと、善後策を協議するためにキャリーはパキスタンに来る。だがサンディは顔写真を公開され、キャリーとクインの目の前で群衆に殺される。 |    |                                                  |                              |                                               |                |           |                           |
| 38 | 2  | "二つの責任" "Trylon and Perisphere"             | キース・ゴードン             | チップ・ヨハンセン                            | 2014年10月5日  | 4WAH02    | 1.61                      |
| キャリーとクインはワシントンに呼ばれ、キャリーは本部勤務となる。クインはパキスタンに戻る気をなくして暴力事件を起こす。キャリーは姉が育てる娘フラニーに会うが、愛情を持てず世話をする気にもなれない。元パキスタン支局員と会い、サンディが機密情報を売って情報を買っていたこと、それをロックハートが知っていたことを聞く。キャリーはロックハートを背任であると脅し、パキスタン支局長に任命させて娘から逃れる。 |    |                                                  |                              |                                               |                |           |                           |
| 39 | 3  | "大使館封鎖" "Shalwar Kameez"                    | レスリー・リンカ・グラッター | アレクサンダー・ケリー                        | 2014年10月12日 | 4WAH03    | 1.22                      |
| クインはCIA退職を希望するが面接官にキャリーを愛しているのかと聞かれ動揺する。キャリーはイスラマバードに赴任するが、大使館は封鎖され身動きが取れない。信頼するファラとマックスを密かに呼び寄せ、マスコミを装ってアーヤンに接触するが何も聞き出せない。民間警備会社の幹部となっているソールもまたイスラマバードにやって来る。クインはサンディが殺された場面のビデオを繰り返し見て、何者かが群衆を指揮していることに気づく。キャリーの頼みで、クインはイスラマバードに行くことを承諾する。                                                                                              |    |                                                  |                              |                                               |                |           |                           |
| 40 | 4  | "証拠" "Iron in the Fire"                        | マイケル・オファー           | パトリック・ハービンソン                      | 2014年10月19日 | 4WAH04    | 1.35                      |
| アーヤンはマスコミを装うキャリーのところに来て爆撃事件の話の対価として国外脱出を求める。群衆を指揮してサンディを殺したのはパキスタン情報機関ISIのガージであったことがわかる。大使の夫でイスラマバードの大学で教えるデニスを女が訪れ、秘密情報をサンディに渡していたことを知っていると言い、情報提供を強要する。ファラはアーヤンを尾行し、ハッカニと会うところを目撃する。キャリーはアーヤンを隠れ家に連れて行き、誘惑して一夜を共に過ごす。 |    |                                                  |                              |                                               |                |           |                           |
| 41 | 5  | "信頼関係" "About a Boy"                         | シャーロット・シーリング     | メレディス・スティーム                        | 2014年10月26日 | 4WAH05    | 1.52                      |
| アーヤンはキャリーのインタビューに答えるが、叔父のハッカニは死んだと嘘をつく。ソールは空港でガージに誘拐される。デニスはキャリーの部屋に忍び込んで捜索し、服用薬に気づく。クインはキャリーとアーヤンの関係に嫉妬する。キャリーは色仕掛けでアーヤンを隠れ家に引きとめ、アーヤンはハッカニが生きていることを認める。 |    |                                                  |                              |                                               |                |           |                           |
| 42 | 6  | "掛け違い" "From A to B and Back Again"          | レスリー・リンカ・グラッター | チップ・ヨハンセン                            | 2014年11月2日  | 4WAH06    | 1.54                      |
| キャリーはアーヤンの目の前で隠れ家から誘拐される芝居を打ち、アーヤンが助けを求めて叔父ハッカニのもとに行くよう仕向け、追跡する。デニスはISIのタスニームにキャリーの薬の写真を見せる。キャリーが作戦室で映像を見守る中、アーヤンはハッカニに会う。ハッカニはソールを車から引きずり出し、無人偵察機の追跡を知っていると言い、アーヤンを殺す。キャリーはソールを犠牲にする覚悟でミサイル投下を命じるが、クインに制止される。 |    |                                                  |                              |                                               |                |           |                           |
| 43 | 7  | "混乱" "Redux"                                   | カール・フランクリン         | アレクサンダー・ケリー                        | 2014年11月9日  | 4WAH07    | 1.55                      |
| ソール奪回のためロックハートがイスラマバードに来るが、高圧的な態度でパキスタン代表団を怒らせる。ハッカニはソールを人間の盾に使って自由に移動し家族に会う。キャリーはタスニームが用意し、デニスがすり替えた薬を飲んで幻覚を見始める。キャリーは何者かに捕えられ、死んだはずのブロディに会う。その胸の中で泣くが、実はISIのカーン大佐である。 |    |                                                  |                              |                                               |                |           |                           |
| 44 | 8  | "約束と決断" "Halfway to a Donut"                | アレックス・グレイヴス       | チップ・ヨハンセン & パトリック・ハービンソン | 2014年11月16日 | 4WAH08    | 1.66                      |
| キャリーはカーン大佐の家で目覚め、薬がすり替えられたことに気づく。ハッカニは捕えられているタリバンとソールの交換を求める。ソールは交換を拒否し脱出するが、パキスタン空軍と内通したタリバンが迫る。ソールは再び捕えられるよりは殺してくれとキャリーに約束させるが、キャリーは約束を破る。ロックハートは交換に応じるとパキスタン代表団に告げる。その夜、カーン大佐が、薬をすり替えたのは大使の夫デニスであるとキャリーに教える。 |    |                                                  |                              |                                               |                |           |                           |
| 45 | 9  | "不気味な気配" "There's Something Else Going On" | サイス・マン                 | パトリック・ハービンソン                      | 2014年11月23日 | 4WAH09    | 1.77                      |
| デニスは内通がばれて拘留される。ソールは初め人質交換を拒否するがキャリーに説得される。交換から戻る車列がロケット弾で攻撃され、ロックハートは大使館の海兵隊を現場に向かわせる。デニスはタスニームに秘密のトンネルのことを話したことを認め大使館を襲撃する陽動作戦を疑う。ハッカニは武装兵を率いてトンネルから大使館に侵入する。 |    |                                                  |                              |                                               |                |           |                           |
| 46 | 10 | "大使館襲撃" "13 Hours in Islamabad"             | ダン・アティアス             | アレックス・ガンサ & ハワード・ゴードン       | 2014年12月7日  | 4WAH10    | 1.95                      |
| キャリーはカーンに援護を要請するがタスニームが遅らせる。大使とロックハートらはシェルターに隠れる。ハッカニらはファラを含む大使館員を殺し、負傷しながらも情報提供者のリストを持って逃げる。デニスは自殺しようとして果たせない。合衆国はパキスタンとの同盟関係を解消し、大使館員に撤退の命が下る。だが復讐を求めるクインは帰らずにハッカニを追い、ガージを捕える。キャリーはクインを探すために残る。 |    |                                                  |                              |                                               |                |           |                           |
| 47 | 11 | "執念" "Krieg Nicht Lieb"                        | クラーク・ジョンソン         | アレクサンダー・ケリー & チップ・ヨハンセン   | 2014年12月14日 | 4WAH11    | 2.11                      |
| クインは元恋人のドイツ大使館員の助けでハッカニ暗殺を企てる。キャリーは父の急死を知らされる。クインはハッカニがアーヤンを殺したビデオを流出させ、学生デモに紛れてハッカニを爆殺しようとする。だがキャリーが体を張って阻止し、クインは爆破を思いとどまる。キャリーは銃を手にしてハッカニの車に近づくが、カーンが阻止し、車の中にダール・アダールがいることを示す。 |    |                                                  |                              |                                               |                |           |                           |
| 48 | 12 | "招かざる者" "Long Time Coming"                  | レスリー・リンカ・グラッター | メレディス・スティーム                        | 2014年12月21日 | 4WAH12    | 1.92                      |
| ハッカニはパキスタン政府に保護され、合衆国とパキスタンは断交している。合衆国に戻り、ダール・アダールはソールに次のCIA長官になってほしいと言い、ハッカニと取引をしたと話す。テロリストを育成しないかわりに、ハッカニは暗殺リストから外れ、ソール誘拐の際のビデオは公開されない。クインは合衆国に戻り、CIAから抜けたいとキャリーに言う。だがクインは元の仲間から請われ、シリアでの秘密作戦に出かける。キャリーは15年ぶりに母親と会い、家を出た原因は亡父の双極性障害ではなく、母親の不倫であったことを知る。キャリーはアダールに会い、ソールがハッカニとの取引を受け入れたことを知る。 |    |                                                  |                              |                                               |                |           |                           |

### 第5シーズン（2015年）
| No. in series | No. in season | Title                                           | Directed by                  | Written by                                                                     | Original air date | Production code | U.S. viewers (millions) |
| --- | ------------- | ----------------------------------------------- | ---------------------------- | ------------------------------------------------------------------------------ | ----------------- | --------------- | ----------------------- |
| 49 | 1             | "新天地" "Separation Anxiety"                   | レスリー・リンカ・グラッター | チップ・ヨハンセン & テッド・マン                                              | 2015年10月4日     | 5WAH01          | 1.66                    |
| キャリーはCIAを辞め、億万長者のオットー・デューリングが運営する慈善団体の保安主任として、娘と共にドイツで暮らしている。CIAベルリン支局がハッキングされ、アメリカ政府とドイツ政府の違法な諜報活動の機密文書が流出し、慈善団体に勤めるジャーナリストのローラ・サットンにリークされる。オットーが人道活動支援のためにレバノンのシリア難民キャンプに行くことになり、キャリーはCIAベルリン支局長のアリソンに会って情報を求めるが、ヨーロッパ部門長となっているソールに出くわす。キャリーはオットーの安全のため、ヒズボラの指導者アル＝アミンとコンタクトを図る。ソールの命令のもとで、クインはドイツでテロリストの暗殺を実行する。 |               |                                                 |                              |                                                                                |                   |                 |                         |
| 50 | 2             | "もてなしの精神" "The Tradition of Hospitality" | レスリー・リンカ・グラッター | パトリック・ハービンソン                                                       | 2015年10月11日    | 5WAH02          | 1.40                    |
| キャリーはレバノンでヒズボラの司令官ワリードに4万ドルを払いオットーの安全を保証してもらう。オットーが集会で1000万ドルの寄付を発表すると、爆弾を身にまとった男が近づいて射殺される。一行が車で脱出すると進路で爆発が起きる。キャリーは調査のためレバノンに残るが、ワリードが裏切って、オットーではなく自分を殺そうとしたと知らされる。ローラは、ドイツ政府がCIAを使って自国民をスパイしていた事を公表した直後に拘束され、アストリッドに尋問される。情報漏洩の責任を取らされて解任をソールに申し渡されたアリソンは、代わりにソールを解任させようとダール・アダールに連絡を取る。クインはまた一人テロリストを暗殺するが、次の標的がマティソンだと知る。 |               |                                                 |                              |                                                                                |                   |                 |                         |
| 51 | 3             | "超大国" "Super Powers"                         | キース・ゴードン             | アレックス・ガンサ & メレディス・スティーム                                    | 2015年10月18日    | 5WAH03          | 1.11                    |
| キャリーとボーイフレンドで慈善団体法律顧問のジョナスは身を隠す。キャリーは頭をすっきりさせるため、双曲性障害の薬を飲むのをやめる。キャリーがカーブル支局長在任時に出した命令で167人の市民が死んだことを知り、ジョナスはキャリーと口論して去り、キャリーは酔っ払う。ドイツ当局の要求に反して、ソールは関係を持つアリソンが局長としてベルリンにとどまることを許し、代わりに大使の辞任を画策する。クインはジョナスの息子を誘拐して車に置き去りにし、ジョナスが受けた電話でキャリーの居場所を探知する。ハッカーのニューマンはローラにCIAの機密文書の残りを渡そうとするが、仲間のコルゼニックがUSBをすり替え、ロシアの外交官に売ろうとする。ジョナスは前妻からの電話で息子の行方不明を知って去り、キャリーは森の中に隠れて、現れたクインをライフルで撃つ。防弾チョッキを着ていたクインはキャリーを襲い首を絞めて意識を失わせ、麻酔薬を注射する。 |               |                                                 |                              |                                                                                |                   |                 |                         |
| 52 | 4             | "特別な夜" "Why Is This Night Different?"       | ジョン・デヴィッド・コールズ | ロン・ナイスワーナー                                                           | 2015年10月25日    | 5WAH04          | 1.63                    |
| クインはソールがキャリー殺しを命じたと言うがキャリーは信じない。二人はキャリーの死を偽装し、クインがキャリーの死の証拠写真を私書箱に置くと、殺し屋がクインを狙い負傷させるが返り討ちにあう。キャリーは殺し屋の電話を手に入れる。アリソンとソールはスイスで娘に腎臓移植手術を受けさせようとするシリアのユーセフ将軍を戦争犯罪で逮捕すると脅し、アメリカがアサド大統領を倒した後で次期大統領にしようとする。コルゼニックはロシアの外交官に会おうとするが、ロシアのSVRのクルーピンに拷問されて機密文書のありかを吐いた後で殺される。キャリーが殺し屋の電話の連絡先に電話するとアリソンがロシア語で答える。ユーセフ将軍の乗った飛行機が離陸後に爆発する。 |               |                                                 |                              |                                                                                |                   |                 |                         |
| 53 | 5             | "裏切りの渦" "Better Call Saul"                 | マイケル・オファー           | ベンジャミン・カヴェル & パトリック・ハービンソン                              | 2015年11月1日     | 5WAH05          | 1.30                    |
| クインを襲った殺し屋がSVRの手先であることをアストリッドが調べてキャリーに教える。キャリーは、CIAから漏洩した文書を見ないよう、ロシアが自分を殺そうとしたと推測する。キャリーはジョナスを隠れ家に呼んでクインの看護を頼む。アリソンはクルーピンと会い、クインの偽造した写真を見せられてキャリーの死を信じる。ダール・アダールは、ユーセフ将軍の飛行機に仕掛けられた爆弾がイスラエルのよく使う種類であると知り、ソールと駐独イスラエル大使のイータイの共謀を疑い、アリソンにソールの監視を命じる。アリソンはイータイが爆弾テロの前日にジュネーブにいた証拠をソールに見せてイータイを疑うようしむけ、ソールがイータイと話すところを写真に撮ってダールに見せる。ローラはキャリーに、CIAの機密文書がすでにロシアに売られており、CIAにある文書の原本を見るべきだと言う。クインの病状が悪化してジョナスは病院に連れて行こうとするが、クインはキャリーへの迷惑を恐れて逃げ出す。キャリーはソールに連絡を取る。クインは水に飛びこんで自殺しようとするが、通りかかった男に救われる。 |               |                                                 |                              |                                                                                |                   |                 |                         |
| 54 | 6             | "結合" "Parabiosis"                             | アレックス・グレイヴス       | チップ・ヨハンセン & テッド・マン                                              | 2015年11月8日     | 5WAH06          | 1.30                    |
| キャリーは漏洩した機密文書を見せるようソールに頼むが拒否される。ソールは尾行に気付きダール・アダールが命じたとアリソンから聞かされる。ダールはソールがイスラエルと共謀していると非難し、嘘発見器にかけると宣言する。キャリーは隠れ家に戻ってクインが消えたことを知り、ジョナスはキャリーのもとから去る。キャリーはオットーに助けを求め、周りの人間をこれ以上不幸にしないよう、プライベートジェットを借りてドイツから出たいと言う。クインはシリア人の医者に治療される。CIAの違法なスパイ活動が暴露されて釈放されたテロ指導者のハジクは、クインをスパイと疑い襲うが返り討ちに会う。ソールは支局でコンピューターのアクセスが禁止されたことを知る。密かに漏洩文書のコピーを取り、オットーに会ってキャリーに渡すよう頼むと、CIAがその場からソールを連れ去る。オットーはソールがコートに入れたメモリーに気付き、飛行機に乗ろうとするキャリーに渡す。 |               |                                                 |                              |                                                                                |                   |                 |                         |
| 55 | 7             | "オリオール" "Oriole"                           | レスリー・リンカ・グラッター | アレックス・ガンサ & パトリック・ハービンソン                                  | 2015年11月15日    | 5WAH07          | 1.35                    |
| キャリーはオットーの家で漏洩文書を調べ、自分のコードネームであるオリオールに情報提供者のイラク人のサミル・カリルが接触しようとしたという記述に気付く。キャリーはサミルに電話し、死んだはずのイラク人弁護士でCIA内通者のアハメド・ナザリを5カ月前に見たと聞く。クインは助けられたビビにトルコ国境まで連れて行ってくれと頼まれ、叔父がCIAの殺人目標であるアブ・アル=カドゥリだと聞かされる。クインはダール・アダールにこれを伝える。ソールは捕えられ、ダール・アダールに尋問される。アリソンはソールから機密文書をキャリーに渡したと聞いてパニック障害を起こし、キャリーが生きているとクルーピンに伝える。キャリーはニューマンの助けで、ナザリの妻がアムステルダムにいると知り、ナザリの家に忍び込み、ラップトップを持ち出す。キャリーはナザリが連れ去られ、クルーピンの手下が家の金庫から何かを持ち出すのを見て逃げ出す。ジョナスはオットーの家に行き、心理的に不安定なキャリーの雇用契約を更新するつもりがないと聞く。ダール・アダールはソールをCIA本部に護送させようとするが、ソールは密かに助けを求め、仮面をつけた男たちに連れ去られてイータイに迎えられ、亡命を求める。キャリーはアリソンに電話してバグダッドでの職務のことを尋ね、会う約束をする。                                                           |               |                                                 |                              |                                                                                |                   |                 |                         |
| 56 | 8             | "アリソンの真実" "All About Allison"            | ダン・アティアス             | ロン・ナイスワーナー                                                           | 2015年11月22日    | 5WAH08          | 1.47                    |
| 2005年のフラッシュバックで、キャリーはCIA要員のアリソンと交替するために初めてバグダッドに来る。アリソンはキャリーを内通者のアハメド・ナザリに紹介するが、アハメドはアリソンとしか協力しないと言う。アハメドはアリソンと二人きりで会って愛していると言い、司法省から800万ドルを横領したと言う。アリソンが一緒に逃げることを承知した瞬間、クルーピンが部屋に入って来て、すべてを録画したのでアリソンは刑務所行きになると脅す。ロシアの二重スパイになれば、金の半分を渡し、情報を交換してCIAでの出世を助けると言う。 現在、モサドはソールの引き渡しを巡ってCIAと交渉し、ソールは幽閉される。交渉は成立するが、イータイがソールを逃がす。クインはテロリストのグループを連れてシリアに向かう途中、トラックの積荷が化学兵器であることを知る。キャリーはアリソンに会い、アハメドのファイルを調べ直してくれと頼む。ロシアの狙撃者がキャリーを狙うがアリソンが止める。キャリーはニューマンの助けでアハメドのラップトップを調べ、アリソンが語っていたセントルシアのバーの写真を見つけ、アリソンが死んでいたはずのアハメドを助けていたことを知る。 |               |                                                 |                              |                                                                                |                   |                 |                         |
| 57 | 9             | "策略" "Litvinov Ruse"                          | タッカー・ゲイツ             | 原案:ハワード・ゴードン&パトリック・ハービンソン 脚本:パトリック・ハービンソン | 2015年11月29日    | 5WAH09          | 1.42                    |
| キャリーはアリソンとアハメドの関係をソールに話す。二人はドイツ連邦情報局と協力して証拠をつかもうとする。ソールはアリソンの家を訪ねて一夜を過ごし、盗聴器と発信器をしかける。翌日アストリッドら連邦情報局がダール・アダールとアリソンに面会し、CIAベルリン支局内部のスパイの詳細を知るSVRの幹部が亡命を希望していると伝える。ソールとキャリーが見守る中、アリソンがSVRの隠れ家に逃げてクルーピンと会い、ソールが二人の逮捕を合図する。アリソンは怒るクルーピンをなだめ、抵抗せずに投降する。ダールに尋問されたアリソンは、クルーピンが自分の長年の情報源でありその逆ではないと抗弁する。クインを捕えたグループはベルリンでサリンを使ったテロを計画し、クインを実験台にしようとする。クインはカシムにサリンの残虐性を説いて止めさせようとする。カシムはクインにサリン緩和剤のアトロピンを密かに注射する。クインは実験槽に入れられ、サリンが放出される。 |               |                                                 |                              |                                                                                |                   |                 |                         |
| 58 | 10            | "新たな常識" "New Normal"                       | ダン・アティアス             | メレディス・スティーム & シャーロット・スタウト                                | 2015年12月6日     | 5WAH10          | 1.74                    |
| クルーピンがユーセフ将軍の飛行機の爆破を認めてソールの容疑は晴れる。キャリーとソールはアリソンの裏切りを確信するが、ダールは証拠なしでの判断を控える。ロシアのスパイがCIA局長に登り詰めたことで大スキャンダルとなるよりは、アリソンを静かに左遷したほうがましだともいう。ソールはアリソンを尋問するが、アリソンが招いたと信じるCIA要員の死を思い出し怒りにかられてアリソンを襲い、警備に連れ出させる。アリソンは監視つきながら行動の自由を許される。ビビはビデオを公開して国際連合安全保障理事会によるISILの承認を求め、さもなくば24時間以内にヨーロッパの大都市で化学テロを起こすと脅し、クインがサリンに曝された映像を見せる。キャリーとアストリッドはクインが殺されたと信じ、録画された場所を突き止めようとする。二人は床の模様からある芸術家を特定する。ビビはアトロピンがクインに与えられたことを知り、裏切り者を探す。家族であるカシムが裏切ったことを知りながら、他の男を殺し、次に裏切れば殺すとカシムを脅す。ダールはクインがベルリンでアブ・アル=カドゥリの甥のグループに潜入していた事を連邦情報局に伝える。連邦情報局はビビのクレジットカード使用歴と芸術家の作品からアジトの候補のリストを割り出す。キャリーとアストリッドはリストを調査し、瀕死のクインと死体を見つける。クインは病院に搬送される。 |               |                                                 |                              |                                                                                |                   |                 |                         |
| 59 | 11            | "指令" "Our Man in Damascus"                    | サイス・マン                 | デビッド・フューリー                                                           | 2015年12月13日    | 5WAH11          | 1.84                    |
| キャリーとソールはテロリストの攻撃の情報を得るため、クインの蘇生を医者に頼むがクインは反応しない。キャリーはクインの傷が専門家によって治療されたことを知り、クインが行方不明となった地域の未登録の医者を探す。テロリストの潜伏していたカシムのアパートにたどりつき、詳細に調査されていた中央駅に向かう。ローラはファイサルに会わせなければ残りのCIA機密文書を公開するとTVのインタビューで語る。ソールはファイサルと話すが、目を話した隙に自殺される。アリソンは、ベルリンでの化学テロを成功させるようSVRからの指令を受け取り、CIA要員に監視されながらも殺されたテロリストの通う大学に行く。監視員を銃殺し、教授を脅して化学兵器を仕掛ける列車を聞き出した後、教授を殺して自分の肩を撃つ。病院に運ばれ、空港がテロのターゲットであるとアストリッドに嘘をつく。連邦情報局は空港から人々を避難させる。テロリスト達は駅員を装って中央駅のゲートを封鎖し始める。キャリーは駅でカシムを見つけ、ソールにメッセージを送る。銃を持って地下鉄の線路に降り後を追う。ソールはキャリーのメッセージを読んでアリソンの病室に急ぐが、既に立ち去っている。 |               |                                                 |                              |                                                                                |                   |                 |                         |
| 60 | 12            | "幻の光" "A False Glimmer"                      | レスリー・リンカ・グラッター | アレックス・ガンサ & ロン・ナイスワーナー & Liz Flahive                        | 2015年12月20日    | 5WAH12          | 2.07                    |
| キャリーに説得されたカシムはサリンガスの放出を止めようとしてビビに撃たれて死に、キャリーがビビを撃ち殺してテロを防ぐ。ソールはクルーピンに新しい身分と安全を約束し、クルーピンはアリソンの脱出経路を漏らす。連邦情報局はニューマンをトルコに引き渡すと脅し、ローラにファイサルがベルリンのテロリスト仲間であったと虚偽の声明を出させる。キャリーはジョナスとよりを戻そうとするが、家族の安全を気にかけるジョナスは断る。ソールはキャリーにCIAへの復職を誘い、仕事も部下も自由だと言うがキャリーは断る。ロシアへと脱出を図るアリソンがトランクに隠れた車はポーランドで止められ蜂の巣にされ、ソールが現れてアリソンの死を確認する。クインは重い脳障害を負い、回復の見込みはほとんどなくなる。ダール・アダールはクインの遺した手紙をキャリーに見せる。数日たってもクインは回復せず、キャリーが病室に入って鍵をかけクインから脈拍計を取り外すと、窓から光が差し込む。 |               |                                                 |                              |                                                                                |                   |                 |                         |

### 第6シーズン（2017年）
| No. in series | No. in season | Title                                    | Directed by                  | Written by                                    | Original air date                                | Production code | U.S. viewers (millions) |
| --- | ------------- | ---------------------------------------- | ---------------------------- | --------------------------------------------- | ------------------------------------------------ | --------------- | ----------------------- |
| 61 | 1             | "標的" "Fair Game"                       | キース・ゴードン             | アレックス・ガンサ & テッド・マン             | 2016年12月30日 (online) 2017年1月15日 (Showtime) | 6WAH01          | 1.08                    |
| 前シーズンの数か月後、キャリーはニューヨークでイスラム教徒を支援するNPO組織を運営している。反米テロリストを支持するビデオをインターネットに投稿するイスラム教徒のセクーが、テロリストへの資金提供の容疑でFBIのレイ・コンリン捜査官に逮捕され、キャリーはセクーを支援しようとする。後遺症に苦しむクインは病院での治療を拒否し、キャリーは自宅に連れ帰る。初の女性大統領に選出され就任式を控えるエリザベス・キーンはソールとアダールに会う。キーンがCIAに批判的であると感じたアダールは、就任式の前にある計画を進めようとし、モサドや軍と密談する。 |               |                                          |                              |                                               |                                                  |                 |                         |
| 62 | 2             | "地下にいる男" "The Man in the Basement" | キース・ゴードン             | チップ・ヨハンセン                            | 2017年1月22日                                    | 6WAH02          | 1.45                    |
| キャリーと弁護士のレダは重罪に問われたセクーに接見し、家宅捜索で発見された現金はサードという人物から受け取ったと聞きだす。キャリーの依頼でマックスはサードがFBIの協力者であることを調べだす。法廷の命令に背いてキャリーはサードに会い、コンリンに頼まれてセクーを罠にはめたことを聞き出す。アダールはキーンの側近のロブ・へミスに会い、イランが北朝鮮と秘密の核兵器開発を行っており、妨害するためにモサドがイラン政府の代理人の銀行家ナフィーシをアブダビで捕える計画だと話す。ソールはキャリーを訪ね、CIAの活動に関してキーンに入れ知恵をしていると非難する。キャリーは否定するが、のちにキーンとへミスに会い、かつてイランとの核兵器開発禁止の合意をまとめたソールを送ってナフィーシに会わせるよう進言する。アダールはこれを知るがソールには隠す。クインは服薬を拒み、買い物中に発作を起こす。自分が巻き込まれた事件を覚えていないと言い、キャリーはクインがガスで苦しむビデオを見せる。 |               |                                          |                              |                                               |                                                  |                 |                         |
| 63 | 3             | "契約" "The Covenant"                    | レスリー・リンカ・グラッター | ロン・ナイスワーナー                          | 2017年1月29日                                    | 6WAH03          | 1.13                    |
| キャリーが法廷の命令に背いてサードと会ったため、セクーの司法取引は無効となる。責任を感じたキャリーはセクーを陥れようとするコンリンとサードの通話の録音を入手し、訴追を取り下げるようコンリンを脅す。ソールはアブダビに行きナフィーシを尋問する。北朝鮮との核兵器共同開発はなく、ロシアからミサイル購入をしていたと聞き出す。ソールはヨルダン川西岸地区に行き、入植した妹に会う。アダールはイランが取引を破って北朝鮮と核兵器開発をしているとキーンに嘘をつく。キャリーはキーンに会いアダールの話に疑問を呈するが、二人の会話をアダールが盗聴している。クインは銃を手に入れる。 |               |                                          |                              |                                               |                                                  |                 |                         |
| 64 | 4             | "閃光" "A Flash of Light"                | レスリー・リンカ・グラッター | パトリック・ハービンソン                      | 2017年2月12日                                    | 6WAH04          | 1.05                    |
| ヨルダン川西岸地区でソールは密かにイランの高官マジド・ジャバディに会い、イランが北朝鮮と核兵器開発をしているか確認するよう依頼する。イスラエル外交官のイータイがソールの行動を知って捕え尋問する。セクーは沈黙を守る条件で釈放されるが、FBIに内通したと仲間に疑われたためにサードを内通者と名指しするビデオを公開する。キャリーはセクーを説得して、拡散したビデオの公開を止めさせる。キーンはキャリーの助言に従ってイランへの制裁を控え、もくろみを妨害されたアダールは、イランが条約を破っているとマスコミにリークする。キーンはアダールの口を封じようとしてキャリーに協力を求め、アダールは助言を止めるようキャリーを脅す。クインはキャリーの家を監視する男を見つけ、セクーの職場まで尾行する。翌朝、セクーの乗る配達車が爆破される。 |               |                                          |                              |                                               |                                                  |                 |                         |
| 65 | 5             | "引き金" "Casus Belli"                   | アレックス・グレイヴス       | チップ・ヨハンセン                            | 2017年2月19日                                    | 6WAH05          | 1.07                    |
| セクーが爆弾テロの犯人だとされ、キャリーは娘をクインに託して家を出る。セクーの釈放を助けたキャリーの家をマスコミと群衆が取り囲み、クインは窓に石を投げた男の手を撃つ。警察はクインが娘とベビーシッターを人質に取った事件だと断じる。クインは家に侵入してきた警官を捕える。キャリーは入手したコンリンとサードの会話の録音が、見知らぬ第三者からもたらされたことを知る。キャリーが家に入りクインと話し合っている時に警官隊が再び侵入してクインを捕える。キャリーはクインのスマートフォンの中の写真で、通りの向うから家を見張っていた男がセクーの職場に行ったことを知る。キャリーが窓の外を眺めるとその男と目が合う。ダールはキーン次期大統領を安全な場所に幽閉し、電話やTVや側近から遮断する。空港に迎えに来たダールに、ソールはモサドの尋問部屋にナフィーシのタバコがあったことを明かし、モサドと彼が結託してイランと北朝鮮の核開発計画をでっち上げたとの疑いを伝え、ジャバディに確認を求めたことも話す。 |               |                                          |                              |                                               |                                                  |                 |                         |
| 66 | 6             | "帰還" "The Return"                      | アレックス・グレイヴス       | シャーロット・スタウト                        | 2017年2月26日                                    | 6WAH06          | 0.90                    |
| キャリーは、クインが撮った謎の男の写真をコンリンに見せるが、サードも知らない。コンリンは男の車を調査し、何者かがFBIのOBを雇用しようとする建物に行きつく。精神病棟に移されたクインは、自分を陥れたとキャリーを非難する。キャリーがコンリンの家を訪れると、コンリンは殺されており、キャリーは謎の男から逃げる。ソールはアブダビでナフィーシ尋問にかかわったモサドの要員リヴリンの監視を求めるがCIAの同僚に拒否され、ロシア対外情報庁の知人ヴィクターに助けを求める。ヴィクターはリヴリンがダールと会っている写真を見せる。キーン次期大統領は幽閉から脱出しニューヨークに戻る。現大統領は反テロの行動を訴えるが、キーンは記者の前でこれを否定する。夜、クインは精神病棟から車で連れ出され、車の中で元恋人のドイツ連邦情報局員アストリッドに会う。 |               |                                          |                              |                                               |                                                  |                 |                         |
| 67 | 7             | "差し迫った危険" "Imminent Risk"         | タッカー・ゲイツ             | ロン・ナイスワーナー                          | 2017年3月5日                                     | 6WAH07          | 1.44                    |
| キャリーは、フラニーが最近の出来事にショックを受けたとされて、児童相談所によって学校から連れ出されたことを知る。翌日、裁判でクインの危険性とキャリーの双極性障害が問題にされ、フラニーはしばらく仮親に預けられる。クインはダールの依頼を受けたアストリッドの保護下におかれ、ニューヨークに戻れば逮捕されると告げられる。ダールはクインに、キャリーが質問するためにクインを覚醒させて脳障害を引き起こしたと告げる。ニューヨークに来たジャバディはイラン人に拉致されCIAのスパイとして拷問されるが、かつての部下に救われる。ジャバディはソールに会い、ナフィーシがモサドのスパイであり、北朝鮮のためにイランが核兵器を開発したというのは嘘であると伝える。ソールはジャバディがキーンに面会して証言するよう申し出る。キャリーは酒におぼれ、キーンに助けを求めるが断られる。児童相談所に通報したのはダールであることが分かる。 |               |                                          |                              |                                               |                                                  |                 |                         |
| 68 | 8             | "錯誤" "alt.truth"                       | レスリー・リンカ・グラッター | シャーロット・スタウト                        | 2017年3月12日                                    | 6WAH08          | 1.27                    |
| ソールはフラニーを失って苦しむキャリーに助けを求め、ジャバディをキーンに会わせる。キャリーはダールが陰謀の背後にいるとソールに教える。だがジャバディはひそかにダールと結び、前言を翻してイランと北朝鮮の共同核開発が真実であるとキーンに話す。キャリーの家を見張っていた黒い帽子の男がピーターとアストリッドを狙撃する。アストリッドは殺され、クインは撃たれて池に落ちるが生き延びる。ラジオ司会者のオキーフは番組でキーンの戦死した息子アンドリューを批判する。オキーフはアンドリューが敵前逃亡するかのように編集したビデオをダールに見せる。 |               |                                          |                              |                                               |                                                  |                 |                         |
| 69 | 9             | "ソックパペット" "Sock Puppets"          | ダン・アティアス             | チップ・ヨハンセン                            | 2017年3月19日                                    | 6WAH09          | 1.26                    |
| ダールはジャバディを裏切りモサドに引き渡す。ジャバディから電話を受けたキャリーはホテルに残された電話を発見する。ソールとキャリーは電話の中にあった、ナフィーシがモサドのためにイランと北朝鮮の核開発をでっち上げたと自白するビデオをキーンに見せ、セクーの爆死の陰にもダールとモサドがいると説明する。マックスはコンリンがある新会社に電話していたことを調べ、採用に応募する。オキーフに雇われたマックスは、会社が偽のIDを使ってソーシャルメディアを操作していることを知る。キーンに相談された訴訟長官は、ダールを訴追するには証拠が十分でないと言う。CIAベルリン支局長アリソンがロシアのスパイだった事件の隠蔽を追求するしかダールを訴追する術はないと言い、キャリーの証言を求めるが、ソールの経歴を台無しにしたくないキャリーは躊躇する。クインはダールの家に潜み、自分を狙撃しアストリッドを殺したとダールを問い詰める。ダールは否定し、クインを愛しているという。クインはダールを殴り倒して去る。ダールは黒い帽子の男に電話し、クインを狙撃したことを責めるが、それをクインが盗聴する。 |               |                                          |                              |                                               |                                                  |                 |                         |
| 70 | 10            | "国旗のある家" "The Flag House"          | マイケル・クリック           | アレックス・ガンサ                            | 2017年3月26日                                    | 6WAH10          | 1.43                    |
| クインは黒い帽子の男を追跡して旧知のウェイトレスに会い、星条旗が掲げられた家を見つける。この家でマクレンドン将軍の下、秘密作戦に加わったことを思い出す。ガレージにはセクーの職場の配達車がある。キャリーはダールを罪に問うための証言をしようとするが、娘に危険が及んだために翻意する。ダールはキーン次期大統領に会い、情報機関を敵に回さないよう脅す。ダールはオキーフに、戦死したキーンの息子を臆病者に見せかけるよう編集したビデオを公開させる。操作されたソーシャルメディアによって、ビデオはあっという間に拡散する。マックスはダールとオキーフが会う場面のビデオを撮影してキャリーに送り、直後に警備員に逮捕される。ソールは国外に逃亡するつもりで前妻ミラに会うが変心し、キャリーの家に来てマックスの送ったビデオを見る。キーンはキャリーが娘のことで脅されたことを知る。証言を辞退したキャリーは娘に会うことを許される。家に戻ったキャリーに、クインの友人だというクラリスが近づき、星条旗の家の近所の家に連れていく。クインはライフルの照準器越しに、キャリーの家を見張っていた黒い帽子の男の姿を見せる。 |               |                                          |                              |                                               |                                                  |                 |                         |
| 71 | 11            | "ロメオのR" "R Is for Romeo"             | サイス・マン                 | チップ・ヨハンセン & パトリック・ハービンソン | 2017年4月2日                                     | 6WAH11          | 1.34                    |
| クインはキャリーに、星条旗の掲げられた家の中ですり替えられたセクーの配達車を見つけたという。キャリーが昏睡状態の自分を覚醒させたことが脳障害の原因であることを知っているとも言う。ソールは、アダールとオキーフを結びつける証拠をキーンに見せる。オキーフはビデオを流したことを認め、キーンを自分のラジオショーに招く。ショーに出たキーンは、オキーフがネットの反応を偽造し、資金を政府内から得ていると話す。監禁されたマックスは食事とともに運ばれたアクセスカードで建物を脱出するが、アダールの手下に捕えられる。アダールの指示でマックスは、オキーフがクインをキーンに復讐を企む元兵士としてでっち上げようとしていることを突き止める。翌朝、クインは旗の家の男たちが外出するのを追って出かける。キャリーは旗の家を捜索し、黒い帽子の男に襲われるが、クインが男を殺してキャリーを救う。キャリーはFBIを現場に呼び、訟務長官はクインの免責を保証する。クインは旗の家の男たちの次のミッションの場所を調べ、中東かアメリカ東海岸に絞り込む。キャリーはキーンを心配してエモンズ補佐官に連絡する。FBIが旗の家の車庫を開けた時、爆発が起きる。 |               |                                          |                              |                                               |                                                  |                 |                         |
| 72 | 12            | "アメリカファースト" "America First"     | レスリー・リンカ・グラッター | アレックス・ガンサ & ロン・ナイスワーナー     | 2017年4月9日                                     | 6WAH12          | 1.90                    |
| ダールはレストランの地下に上院議員を捕えて尋問し、クインを利用した陰謀を聞き出す。キャリーとクインはキーンのホテルに急行する。キーンのスタッフは爆弾テロの情報を聞き、避難を始める。ダールはキャリーに電話をかけ、キーンをホテルからおびき出して暗殺し、クインを犯人に仕立てようとする陰謀があることを伝える。キャリーがキーンの車をホテル内にとどめると、先行して駐車場を出た二台の車が爆破される。マクレンドン将軍の部下がキーンを狙う中、キャリーとクインはキーンを車に乗せてホテルを出る。兵士たちが車を銃撃し、クインは死ぬがキャリーとキーンは生き延びる。 6週間後、キーンは大統領となり、オキーフはキーンを批判するラジオを続ける。拘置所に入れられたダールはソールに会い、計画が自分の手に負えなくなったことを認めるが、キーンにはアメリカ的でないところがあると語る。キャリーはキーンの代理として情報機関の幹部たちを集め、彼らの地位は安全だとなだめる。キーンはキャリーにホワイトハウスでのアドバイザー職を申し出る。キャリーはアグネスを取り戻すための面接を受け、地下室でマックスとともにクインの思い出に浸る。キャリーはソールから突然電話を受け、ソールを含むCIA、国務省、国防省の多数の幹部が逮捕されたことを知る。キャリーはキーンに抗議しようとするが、面会は拒否される。 |               |                                          |                              |                                               |                                                  |                 |                         |

### 第7シーズン（2018年）
| No. in series | No. in season | Title                                      | Directed by                  | Written by                                    | Original air date | Production code | U.S. viewers (millions) |
| --- | ------------- | ------------------------------------------ | ---------------------------- | --------------------------------------------- | ----------------- | --------------- | ----------------------- |
| 73 | 1             | "国家の敵" "Enemy of the State"            | レスリー・リンカ・グラッター | Debora Cahn & アレックス・ガンサ              | 2018年2月11日     | 7WAH01          | 1.22                    |
| 2カ月後、200人の政府関係者は逮捕されたままである。キャリーは辞職して姉の家に身を寄せながら彼らの釈放を画策する。FBIの知人ダンテ・アレンを説得し、姪の助けでキーン大統領を批判するペイリー上院議員と接触させようとするが拒否される。娘を巻き込まれたマギーはキャリーに激怒する。オキーフは身を隠して居所を転々としながらキーンを批判する放送を継続する。地元警察はFBIに背いてオキーフを逃がす。キーンはマクレンドン将軍の死刑を求めるが終身刑にとどまったため、ウェリントンに事態の改善を命じる。将軍は看守に毒を盛られて死亡する。首席補佐官のウェリントンは味方を増やすため、収監中のソールに安全保障顧問の職を提供するが、200人の釈放を条件にされて拒否される。マックスはキャリーのために、ウェリントンの自宅に監視カメラを設置する。 |               |                                            |                              |                                               |                   |                 |                         |
| 74 | 2             | "反逆" "Rebel Rebel"                       | レスリー・リンカ・グラッター | パトリック・ハービンソン & チップ・ヨハンセン | 2018年2月18日     | 7WAH02          | 1.12                    |
| マクレンドン将軍は心臓麻痺で死んだと発表されるが、オキーフは放送で否定する。ウェリントンはキーンを説得して200人を釈放させ、引き換えにソールを安全保障顧問として味方につけ、ソールにオキーフの逮捕を命じる。マギーに強制されてキャリーは精神科医の診断を受け、双極性障害の薬が効かなくなっている可能性を知らされる。キャリーがウェリントン宅の監視カメラで見かけた女性を調べると、ハッカーが送り込んだウイルスでPCが感染し身代金を要求される。キャリーはハッカーに会いに行き、暴力で脅して感染を解かせる。 |               |                                            |                              |                                               |                   |                 |                         |
| 75 | 3             | "にらみ合い" "Standoff"                    | Michael Klick                | Anya Leta & ロン・ナイスワーナー              | 2018年2月25日     | 7WAH03          | 1.26                    |
| キャリーは自分が暴力を働いたことに衝撃を受けて精神科医にかかり、服用薬が効かなくなった可能性を知って薬を変える。ダンテがキャリーを訪ね、ウェリントンの家の監視カメラに映った女性シモーヌ・マーティンがマクレンドン将軍の死に関わっている可能性を話す。キャリーはシモーヌの家に忍び込んで捜索するが警察に逮捕されアレンの尽力で釈放される。ソールはFBIが包囲する中で農場にいるオキーフに会い投降を勧める。オキーフの多数の支持者が応援に駆け付けて一触即発となり、交渉は中断する。ウェリントンはメディアの関心をそらすためにシリアでの軍事行動をキーンに進言して拒否された後、キーンが承認したと嘘をついて軍に軍事行動をとらせる。 |               |                                            |                              |                                               |                   |                 |                         |
| 76 | 4             | "失策" "Like Bad at Things"                | アレックス・グレイヴス       | チップ・ヨハンセン & パトリック・ハービンソン | 2018年3月4日      | 7WAH04          | 0.93                    |
| キャリーが監視カメラで見守る中、ウェリントンの家に来たキーンはシリア攻撃が勝手に命令されたことに激怒する。キャリーとマックスはシモーヌの足取りを追い、複数の小切手現金化事務所を回っていたことを知る。キャリーはブラックマーケットで副作用の少ない薬を手に入れて服用し、シモーヌとウェリントンの関係をダンテに話す。オキーフが立てこもる農場では、犬を追いかけていた農場の息子がFBI要員に撃たれ、激高したオキーフの支持者たちは撃ったFBI要員を捕えて人質にする。事態はソールとオキーフにもコントロールできなくなる。救急隊員が農場から息子を病院に搬送し、農場の家に盗聴器を仕掛ける。病院では何者かが息子の写真を撮り、死んだように偽造された写真がTVニュースに流れ、激怒した父親が人質のFBI要員を殺す。盗聴で銃声を聞いたFBIが突入して支持者の多くは射殺され、生き延びたオキーフはFBIに捕えられる。 |               |                                            |                              |                                               |                   |                 |                         |
| 77 | 5             | "積極工作" "Active Measures"               | Charlotte Sieling            | Deborah Cahn                                  | 2018年3月11日     | 7WAH05          | 1.32                    |
| オキーフの支持者の追悼式が催され、キーンはFBIの死者の家族も参加させて和解を演出させ、心配された衝突は回避される。ソールは農家の息子の死を報じたフェイクニュースが、ロシアの情報機関が以前行ったでっち上げに似ていることに気づき、証人保護プログラムの元でアメリカに暮らすSVRのクルーピンを尋問する。クルーピンはSVR関与を否定するが、ソールは彼の監視を命じる。キャリーはダンテ、マックス、アンソンら仲間を集め、シモーヌを捕えマクレンドン将軍暗殺への関与をねたに脅し、多額の現金を要求させる。解放されたシモーヌはウェリントンの家に向かう。キャリーが監視カメラで見守る中、シモーヌは恐喝されたことを語らず、二人はセックスをする。 |               |                                            |                              |                                               |                   |                 |                         |
| 78 | 6             | "ミーム" "Species Jump"                    | Michael Offer                | Anya Leta & ロン・ナイスワーナー              | 2018年3月18日     | 7WAH06          | 1.25                    |
| ソールは元CIAのサンディとIT専門のクリントを雇い、農場での衝突にロシアが関与した可能性を調べさせる。グルーピンは病院で農場の息子の写真を撮ったロシア工作員グロモフに密かに会い、工作を止めるよう警告するが殺される。ダンテの情報提供により、ペイリー議員はシモーヌをマクレンドン将軍暗殺関与の疑いで委員会に召喚する。キャリーはシモーヌが免責を得てウェリントンに罪を着せようとしていると疑い、ソールに相談する。ソールはダンテがキャリーを操った可能性を示唆する。シモーヌとウェリントンの争う映像がネットに流出し、農場の息子の写真と同様に人工的に広められたことをクリントが突き止める。キャリーはダンテら仲間を集めて祝杯を挙げた後、ダンテを眠らせて仲間と共に彼の部屋を捜索する。 |               |                                            |                              |                                               |                   |                 |                         |
| 79 | 7             | "アンダンテ" "Andante"                     | レスリー・リンカ・グラッター | パトリック・ハービンソン & チップ・ヨハンセン | 2018年3月25日     | 7WAH07          | 1.28                    |
| 朝帰りしたキャリーは姉マギーと衝突し娘と家を出るが、クレジットカードが使えずにダンテの家に招かれる。キャリーとダンテはお互いのことを調査し、キャリーはダンテに恨まれている可能性を前妻から聞く。ソールはウェリントンにシモーヌがロシアの工作員であると話す。ソールは違法な監視カメラの件でマックスを脅迫して、サンディ、クリントと同じ建物でダンテのコンピューターから盗んだデータを解析させる。ソールは議会証言前にシモーヌの尋問を望むが許されない。マックス、サンディ、クリントがダンテとシモーヌの接点を見つける。キーンはウェリントンにから辞表を受け取り、家を訪ねて撤回を迫る。キャリーがダンテとセックスをする最中に、ソールの率いるチームがダンテの家を襲い、ダンテを逮捕する。 |               |                                            |                              |                                               |                   |                 |                         |
| 80 | 8             | "拘束" "Lies, Amplifiers, F**king Twitter" | タッカー・ゲイツ             | パトリック・ハービンソン & チップ・ヨハンセン | 2018年4月1日      | 7WAH08          | 1.22                    |
| シモーヌの議会証言の二日前、ペイリー上院議員はキーン大統領に辞職を迫る。ウェリントンはシモーヌに証言させないようロシア大使に圧力をかける。ロシア大使は密かにグロモフに会い、工作を中止するよう言う。グロモフはシモーヌが隠れている場所を調べる。キャリーはソールがダンテを捕えた場所に行き、ソールの監視下で尋問する。シモーヌとダンテの旅行記録が一致しすぎていることを指摘する。ダンテはキャリーの双極性障害の薬が効いていないことを暴露し、弁護士を要求する。前夜の恐怖でフラニーは情緒的な問題を抱え、マギーがキャリーから引き離す。キャリーはダンテに弁護士を会わせるが、直後にダンテは倒れる。将軍と同様に毒を盛られたと信じ、ロシアが将軍を暗殺しシモーヌが関与したと漏らして意識を失う。ソールとキャリーの計画に従い、偽の弁護士が毒を盛ったことが分かる。ソールはダンテの証言でシモーヌの逮捕状を手に入れてシモーヌの隠れ家に向かうが、一足先にグロモフがシモーヌを連れ出す。ダンテは解毒剤が効かず、意識を失う。 |               |                                            |                              |                                               |                   |                 |                         |
| 81 | 9             | "愚かなカモ" "Useful Idiot"                | Nelson McCormick             | Debora Cahn                                   | 2018年4月8日      | 7WAH09          | 1.24                    |
| ダンテは意識を回復し、ロシアに毒を盛られたと騙されてキャリーに協力を約束し、グロモフの組織を地下に潜らせる秘密のコードを教える。ソールはコードを発信させた上でネット上の反応を監視させ、グロモフの組織の全容をつかむ。ウェリントンとソールはペイリーに事態の真相を伝えて協力を要請する。キャリーは姉が自分からフラニーの養育権を奪おうとしているのを知り、娘を学校から連れ出そうとするが、ダンテの危機を知リ病院に戻ろうとする際に娘を車で轢きそうになり、混乱した精神状態に陥る。グロモフは病院に侵入してダンテを殺す。 |               |                                            |                              |                                               |                   |                 |                         |
| 82 | 10            | "決断" "Clarity"                           | ダン・アティアス             | ハワード・ゴードン & ロン・ナイスワーナー     | 2018年4月15日     | 7WAH10          | 1.28                    |
| ダンテの死でロシアの関与の証拠は消え、ペイリーは大統領解任に動く。サンディはグロモフとシモーヌが長年の恋人であることを調べ、シモーヌがロシアで生きている可能性を指摘する。ソールはシモーヌをロシアから誘拐する計画を立て、キャリーに指揮を頼むがキャリーは断る。内閣のほとんどが解任に同意し、キーンはウェリントンの反対を押し切って彼らの更迭に動く。決定権を握ることになった副大統領は更迭を撤回すれば解任を拒否すると言うが、彼を信じられないキーンは更迭を強行する。キャリーはフラニーの親権をめぐって姉との争いとなり、アンソンに頼んで姉が自分に違法な服薬を行った証拠を盗み出させる。だが聴聞会でキャリーは姉を傷つける証拠を用いず、親権をあきらめて定期的な面会の権利だけを得る。キャリーはシモーヌ誘拐の指揮の仕事を引き受ける。 |               |                                            |                              |                                               |                   |                 |                         |
| 83 | 11            | "奪還" "All In"                            | アレックス・グレイヴス       | パトリック・ハービンソン & チップ・ヨハンセン | 2018年4月22日     | 7WAH11          | 1.39                    |
| ペイリーは刑務所のダール・アダールにソールと共にロシアに行った乗客の名簿を見せて助言を求める。ペイリーの秘書ジャネットはクリントを脅してソールの目的がシモーヌ奪回であることを聞き出す。ペイリーは躊躇するが、ジャネットはロシアの外交官に連絡して奪回作戦を失敗させようとする。ソールとキャリーはロシアに入り、SVRおよびGRUの代表と会合を持つ。グロモフの出席を求め、その間にアンソンらのチームがシモーヌの隠れ家を強襲するが、待ち伏せされて撤退する。ソールは作戦を中止しようとするが、キャリーはあきらめずサンディとマックスに頼んでSVRのヤクーシン将軍がアメリカ国内に持つ口座から大金を盗み出させる。ソールはヤクーシンに会い、金を返す引き換えにシモーヌの引き渡しを求める。ヤクーシンの部隊がGRU本部を強襲し、キャリーとアンソンもSVRに偽装して中に入る。キャリーはシモーヌに対し、今やロシアの重荷であり危険な立場にあると説得してシモーヌを本部から連れ出す。合衆国最高裁判所がキーンによる内閣のメンバー更迭を無効にし、解任に必要な賛成数が得られ、副大統領はホワイトハウスに来て大統領解任を告げる。マックスはGRU本部強襲の映像を公開する。キャリーとシモーヌは、それぞれ相手の髪の色に合わせたかつらをかぶってすり替わる。 |               |                                            |                              |                                               |                   |                 |                         |
| 84 | 12            | "勝利の歌" "Paean to the People"           | レスリー・リンカ・グラッター | アレックス・ガンサ                            | 2018年4月29日     | 7WAH12          | 1.30                    |
| 副大統領はソールがシモーヌを取り戻すためにロシアに行ったことをキーンから聞く。シモーヌはソールと合流しアメリカに戻ろうとするが、随行の一人が隠れ家の襲撃に関わった嫌疑をかけられて引き留められる。シモーヌになりすましたキャリーは囮となり、モスクワの街を逃げて時間を稼ぐ。ソールの依頼に応じ、副大統領はペイリーの助言に反してロシア大使に圧力をかけ、ソールとシモーヌを解放させて二人は飛行機で飛び立つ。激怒したグロモフはキャリーを見つけ殴り倒す。3日後、ペイリーは逮捕され、秘書のジャネットは捜査に協力する。シモーヌは議会で、アメリカ政治の混乱を狙ったロシアの工作を証言する。キーンは自らマックス、サンディ、クリントらの部屋に現れて感謝する。ロシアに囚われたままのキャリーは、薬と引き換えに全てはCIAのでっち上げだとする証言を録画するようグロモフに強要されるが、拒否しつづける。キーンは正式に大統領に復職する。ソールはロシア大使と会ってキャリーの帰還を図るが拒否される。キーンは許しを請うペイリーに唾を吐く。キーンは対立を招いた責任を取り、テレビ演説で辞任を発表する。7カ月後、ソールはロシアのスパイと交換に正気を失ったキャリーを取り戻す。                                                                  |               |                                            |                              |                                               |                   |                 |                         |

### 第8シーズン（2020年）
| No. in series | No. in season | Title                                 | Directed by                  | Written by                              | Original air date | Production code | U.S. viewers (millions) |
| --- | ------------- | ------------------------------------- | ---------------------------- | --------------------------------------- | ----------------- | --------------- | ----------------------- |
| 85 | 1             | "ポリグラフ" "Deception Indicated"    | レスリー・リンカ・グラッター | Debora Cahn & アレックス・ガンサ        | 2020年2月9日      | 8WAH01          | 0.60                    |
| キャリーはロシアでの監禁の記憶を失い、療養施設でリハビリテーションを受ける。CIAの防諜部門のポリグラフのテストに失格し、拷問に屈して寝返った疑いを受ける。ワーナー大統領の安全保障顧問を務めるソールはドーハでタリバンとの和平交渉を率いるが、アフガニスタンの副大統領グロムがタリバンの捕虜の解放を拒否して交渉は頓挫する。ソールは交渉団に仲介役のパキスタンを代表して加わっているタスニームの干渉を疑う。ソールはキャリーをカブールに連れて行き、状況を打開しようとする。キャリーは自分の情報提供者が裏切り者として処刑されたことを知り、自分がロシアに秘密を洩らしたせいではないかと疑い始め、カブール支局長のマイクからロシアがタリバンと情報を共有していると聞かされる。グロムに面会に行き、そのオフィスから自分を捕えたロシアGRUのグロモフが出てくるのを見て動揺する。マックスは、アフガニスタンとパキスタンとの国境近くの通信傍受装置を修理する。 |               |                                       |                              |                                         |                   |                 |                         |
| 86 | 2             | "勝者なき戦い" "Catch and Release"    | レスリー・リンカ・グラッター | Patrick Harbinson & チップ・ヨハンセン  | 2020年2月16日     | 8WAH02          | 0.68                    |
| キャリーは副大統領グロムにタリバン捕虜の解放を説くが拒否される。大使館に戻ると、夫を殺された監査機関勤務の女性サミラ・ノーリの名前の書かれた紙が机に置かれている。キャリーはサミラの部屋に忍び込み、アメリカ軍の予算を流用したグロムの不正蓄財の証拠を見つける。グロムを脅迫してタリバン捕虜の解放を認めさせる。夜、キャリーはグロモフに出くわし、サミラのことを知らせたのはグロモフだと知る。マックスはハッカニと息子ジャラールの会話を傍受し、息子と違いハッカニが和平を望んでいることをソールに知らせる。ソールはグアンタナモからハッカニの従弟を解放しペシャワールでハッカニに面会しようとする。仲介役の立場を失いそうなパキスタンでは、タスニームが父親と会い、和平交渉を妨害するよう助言される。マックスはペシャワール付近にパキスタンの軍統合情報局の通信が集中しつつあることを知り、ソールに警告する。ハッカニの車列がRPGで攻撃され、ソールは誘拐されてハッカニの前に連れてこられる。 |               |                                       |                              |                                         |                   |                 |                         |
| 87 | 3             | "偽りの友" "False Friends"            | キース・ゴードン             | アレックス・ガンサ & ハワード・ゴードン | 2020年2月23日     | 8WAH03          | 0.71                    |
| ハッカニは当初ソールを疑うが、パキスタンの軍統合情報局が自分の暗殺を謀ったと疑い始める。和平交渉に反対していた息子のジャラールが内通者であると疑い始め、タスニームに連絡したところを盗聴する。ハッカニはソールを解放し、和平条件と即時停戦に合意する。父に追放されたジャラールはタスニームに拾われる。キャリーはグロモフに呼び出される。キャリーを疑う支局長のマイクとジェナは二人の会話を盗聴しようとして失敗する。ロシアでの記憶を持たないキャリーに対し、グロモフは二人が親密だったと言い、キャリーが娘のフラニーを溺死させようとしたことまで知っている。支局に戻ったキャリーは、グロモフが不満を抱えCIAの情報提供者になりえると虚偽の報告をする。首席補佐官のウェリントンは、対立政党出身の副大統領ヘイズの野心を警戒する。 |               |                                       |                              |                                         |                   |                 |                         |
| 88 | 4             | "前進" "Chalk One Up"                 | Seith Mann                   | Patrick Harbinson & チップ・ヨハンセン  | 2020年3月1日      | 8WAH04          | 0.73                    |
| キャリーはバグラム空軍基地に連れていかれ、ソールとワーナー大統領に会う。ワーナーとアフガニスタン大統領はヘリコプター"チョーク2"に乗ってマックスのいる前線を訪問し、キャリーの助言通りにTVカメラの前で和平を宣言する。サミールは義理の兄弟に誘拐されて結婚を強制されそうになり、大統領の車列を偽装していたキャリーに助けを求める。キャリーの車は車列を離れてサミールを助け出す。兵士たちとの連帯意識が生まれたマックスは、ヘリに同乗して前線から離れることを思いとどまる。前線から戻る途中、両大統領を乗せた"チョーク2"がレーダーから消える。エスコートしていた"チョーク1"はヘリコプターの残骸を見つけるが、タリバン兵のRPGで撃ち落とされる。 |               |                                       |                              |                                         |                   |                 |                         |
| 89 | 5             | "後退" "Chalk Two Down"               | アレックス・グレイヴス       | Patrick Harbinson & チップ・ヨハンセン  | 2020年3月8日      | 8WAH05          | 0.82                    |
| マックスら前線の兵士が両ヘリコプターの墜落現場に着き、両国の大統領を含む全員の死亡を確認する。現場をタリバン兵士が攻撃し、アメリカ軍兵士を圧倒する。キャリーは大統領の乗った"チョーク2"が直前に機体を変更されていたことを知り、事故を疑う。大統領に昇格したグロムは戒厳令を発し、暗殺をハッカニの仕業だと断じる。ソールの連絡を受けたハッカニはカブールを脱出しようとするが果たせない。もともと和平に反対していたヘイズが大統領に昇格し、ウェリントンの助言を受けて、前大統領の遺体をタリバンに渡さないために墜落現場への爆弾投下を命じる。キャリーの依頼でマックスはフライトレコーダーを回収するがタリバン兵に捕らえられる。 |               |                                       |                              |                                         |                   |                 |                         |
| 90 | 6             | "2分間" "Two Minutes"                 | タッカー・ゲイツ             | Debora Cahn & アレックス・ガンサ        | 2020年3月15日     | 8WAH06          | 0.71                    |
| マックスは負傷して監禁され、フライトレコーダーは商人に売られる。アメリカ軍が人手を割けないため、キャリーはマックス捜索を密かにグロモフに依頼する。グロモフが現地の情報提供者に連絡をとれるよう、キャリーはCIAによる盗聴を妨害する。グロムはハッカニが投降しなければ300人のタリバンを殺すと脅す。大統領に就任したヘイズはグロムを翻意させようとして失敗する。隠れていたハッカニは正当な裁判を求めアメリカ大使館に投降する。FBIが大統領殺害の捜査を始める。マイクはキャリーがグロモフとの会話について虚偽の報告をしたと知り、大統領襲撃への関与を疑ってソールに報告する。ソールはキャリーを送還しようとするが、キャリーは逃亡してグロモフに拾われる。 |               |                                       |                              |                                         |                   |                 |                         |
| 91 | 7             | "捜索" "Fucker Shot Me"               | レスリー・リンカ・グラッター | Patrick Harbinson & チップ・ヨハンセン  | 2020年3月22日     | 8WAH07          | 1.09                    |
| キャリーはグロモフに連れられて、かつてハッカニ暗殺に失敗して多くの民間人を殺した場所に来る。怪我をしたマックスに会い、フライトレコーダーが行方不明だと聞くが、マックスは連れ去られる。キャリーとグロモフはマックスの移された場所を見つけ、キャリーはマイクに連絡してマックスの救出作戦を求める。ジャラールが現れてマックスにマックスの姿を録画する。ソールは300人のタリバンの釈放と引き換えにハッカニをグロムに引き渡す。ハッカニの大統領暗殺裁判が迫り、ソールはハッカニに有利な盗聴の証拠を提出しようとするが、ハッカニを犯人だと信じるヘイズ大統領に拒否される。ソールとタスニームは裁判長に公判の引き延ばしを密かに依頼する。グロムは裁判長を交代させ、ハッカニは死刑を宣告される。ソールはヘイズによる干渉をウェリントンに依頼するが、ヘイズは訪米したグロムと強硬派の外交アドバイザーであるジョン・ゼイベルに影響される。 |               |                                       |                              |                                         |                   |                 |                         |
| 92 | 8             | "挽歌" "Threnody(s)"                  | Michael Klick                | Patrick Harbinson & チップ・ヨハンセン  | 2020年3月29日     | 8WAH08          | 0.75                    |
| ウェリントンの助言を受け、ヘイズ大統領はマックスの処刑を避けるためにハッカニの処刑延期をグロム大統領に求める。だがゼイベルの助言を受けて変心し、グロムはハッカニを処刑する。これを知ったジャラールはマックスを殺してサル。キャリーはソールに連絡し、グロモフとともにマックスの遺体のそばに留まる。ウェリントンはゼイベルと協力して穏当な大統領のスピーチ原稿を作る。ジャラールはタリバンを掌握し、父ではなく自分が前大統領たちのヘリコプターを撃墜したと演説する。ゼイベルはこれを利用して原稿を書き換え、パキスタンがジャラールを捕え引き渡さなければ同国を攻撃するとヘイズに宣言させる。ソールがキャリーのもとに到着し、フライトレコーダーの在りかを知っていると聞く。兵士たちはソールの指示に反してキャリーを逮捕しようとし、キャリーはグロモフとともに逃げる。 |               |                                       |                              |                                         |                   |                 |                         |
| 93 | 9             | "フライトレコーダー" "In Full Flight" | ダン・アティアス             | アレックス・ガンサ & ハワード・ゴードン | 2020年4月5日      | 8WAH09          | 0.81                    |
| ソールはワシントンに呼び戻される。上空からCIAが監視する中、キャリーとグロモフはパキスタンのコハトに着きフライトレコーダーを探す。キャリーは古物商の店でマックスのリュックを見つけ、ブローカーからフライトレコーダーを買い戻したい旨を告げるが、グロモフには秘密にする。キャリーはジャナを騙して自分を追うCIAチームの隠れ家を聞き出し、グロモフを通じてパキスタン警察に逮捕させる。深夜、キャリーは店に戻り、ソールから引き出した100万ドルでフライトレコーダーを買い戻す。グロモフが店に来て一緒に録音を聞き、二人は大統領のヘリの墜落が故障によるものであることを確認する。キャリーはイスラマバードのアメリカ大使館にフライトレコーダーを持ち込みたいと願うが、グロモフは薬でキャリーを眠らせる。 タスニームはアメリカとの戦争を避けるためにジャラールに会うが、タリバンの大部分の支持を得たジャラールは拒否する。タスニームは父親と相談し、国益のためにジャラールを守ることにする。パキスタンはアメリカの脅しを宣戦布告だと見なし、核ミサイル発射装置をアフガニスタン国境に移動する。ゼイベルの強気の助言の影響下にあったヘイズ大統領はパキスタンの思わぬ行動に戸惑う。 |               |                                       |                              |                                         |                   |                 |                         |
| 94 | 10            | "選ばれた男" "Designated Driver"      | Michael Offer                | Patrick Harbinson & チップ・ヨハンセン  | 2020年4月12日     | 8WAH10          | 0.89                    |
| キャリーは旧友のトラックでカブールに戻る、記憶したフライトレコーダーの会話の断片を軍の整備士に伝えて大統領のヘリの墜落が事故であったことを確信する。キャリーと話したソールはロシア大使にフライトレコーダーの返還を要求するが拒否される。グロモフはキャリーに会い、ソールが持つクレムリン内の協力者を暴露すればフライトレコーダーを返すと言う。キャリーはCIAカブール支局に出頭し、ソールのいるワシントンに強制送還されるよう仕組む。パキスタン大使はヘイズ大統領と会談し、ジャラールを探すためにアメリカ軍が自国内に侵攻すれば核兵器の使用をためらわないと脅す。ウェリントンは妥協の糸口として、キャリー捜索中にコハトで捕らえられたCIAチームの釈放を大使に求める。CIAチームが国境で釈放されることになり、ジャラールは家族を人質に取った部下に自動車爆弾での攻撃を強制する。迎えに来たジェナの目の前でバスに突っ込んだ車が爆発する。 |               |                                       |                              |                                         |                   |                 |                         |
| 95 | 11            | "英語教師" "The English Teacher"      | マイケル・クエスタ           | Patrick Harbinson & チップ・ヨハンセン  | 2020年4月19日     | 8WAH11          | 0.96                    |
| ソールはアメリカに送還されたキャリーを保釈させ、自分の家に迎える。負傷したジェナもアメリカに戻り、キャリーの裁判の証人となる。キャリーはソールを裏切ってクレムリン内の協力者をロシアに暴露するため、ジェナに助力を請う。ジェナはソールと話してロシアがフライトレコーダーを持っていることを確認した後、証言を遅らせ、ソールが1986年に東ベルリンで得た別の元協力者クズネツォフの情報をキャリーに教える。キャリーは、片足を失い承認保護プログラムの下でアメリカ国内に隠れ住むクズネツォフに会いに行くが協力者の名前は得られない。グロモフはキャリーに、ソールを殺せば協力者の情報がキャリーに遺されるはずだと促す。 戦争危機を回避するため、ソールはニューヨークの国連に来たタスニームに頼んでジャラールの居場所を教えさせ、アメリカが爆撃する。ソールは、1986年に英語教師を協力者としたことを回想する。今は通訳として国連に来ている協力者と連絡を取り、グロモフが動いていることを知る。 |               |                                       |                              |                                         |                   |                 |                         |
| 96 | 12            | "捕虜" "Prisoners of War"             | レスリー・リンカ・グラッター | アレックス・ガンサ & ハワード・ゴードン | 2020年4月26日     | 8WAH12          | 1.26                    |
| パキスタンから伝えられたジャラールの居場所は偽情報だとわかり、ヘイズは最後通牒を発する。パキスタンは核ミサイルの発射準備をして核戦争の危機が迫る。ソールはキャリーを疑い始める。ソールの家で、キャリーはソールに協力者の名前を漏らすよう迫るが拒否され、薬物で昏倒させる。ソールはロシア工作員に毒物で脅迫されるが沈黙を守る。ソールを束縛したまま、キャリーはヨルダン川西岸地区に行き、ソールの妹に会ってソールが死んだと嘘をつく。自分に遺されたソールのビデオを見て協力者の名アンナを知り、その場に来たグロモフに伝える。国連本部でロシア工作員に追い詰められたアンナは、ソールに連絡したのち自殺する。ロシアはフライトレコーダーの中身を公開して両大統領の死が事故であったことを発表してアメリカの面目を潰し、ヘイズ大統領はパキスタン侵攻を止める。キャリーとグロモフはイスラエルから脱出する。 2年後、キャリーは亡命したモスクワでグロモフと暮らしながら、自伝を出版する。密かにアメリカのためのスパイとなり、ソールに情報を送る。 |               |                                       |                              |                                         |                   |                 |                         |